# 下野紘
下野 紘（しもの ひろ、1980年4月21日 - ）は、日本の男性声優、歌手、ナレーター、タレント。東京都出身。アイムエンタープライズ所属。

## 略歴

### 生い立ち
2011年時点で20年以上前、東京都練馬区付近に住んでいたという。
母によると1歳頃から人に注目されることが好きであり、ストーリーを作って友人に聞かせたり、本の読み聞かせをしていたという。外で友人と遊ぶのも好きであったという。
5歳頃、『ウルトラマン』の再放送を見てウルトラマンになりたいと思っていた。その後、パトカーに憧れ警察官になりたいと思っていた。
6歳の頃に父にファミリーコンピュータを買ってもらい、物凄く熱中していた。
小学1年生の頃、ビデオに録画したアニメの面白いシーンを妹達と演じたり、マイクを使ってカセットテープに声を吹き込んだり、テレビの出演者のモノマネをしたりしていた。2014年に実家で荷物整理をした際、当時のテープが出てきたが再生したところ「う○こ」の連続でひどいものであった。当時から録った声と自分で聞いている声は違うんだなと実感していた。
小学5年生の頃、バラエティ番組『ダウンタウンのごっつええ感じ』（フジテレビ）に影響を受け、コメディアンになりたいと思っていた。
小学校時代から通っていた塾は少し変わっており、本を読みましょう、色々なことを体験しましょう、というスタイルだった。中学2年生の時に「3年生を送る会」のようなイベントでミニ演劇を行い、自分たちで台本を書き、キャストとしても出演した。
中学時代はゲームが好きで、少しでも早く家に帰り「ゲームをやりたい」と思っていた。しかし、部活入部は必須であったため、活動があまり盛んではなく幽霊部員でも怒られなさそうな美術部に入部。放課後は早々に帰宅してゲームをしたり、ゲーム好きな友人の家に遊びに行ったりしていた。当時はRPGが好きだった。

### 声優になるきっかけ
中学1年生の頃から熱心にアニメを見るようになる。中学2年生の頃から出版され始めた声優雑誌を読んだところ「格好いい人、可愛い人がいっぱいいるんだ」「こんな仕事があるのか」と分かり、声優に憧れを抱いた。
声優になるきっかけとなった作品は、『無責任艦長タイラー』。中学1年生の頃、風邪を引いて寝込んでいた時、チャンネルを替えたらたまたま放送していた。中学3年生の頃、受験の悩みや初めて出来た彼女に振られた傷心を癒やすために改めて観たところ、主人公タイラーに対し「こんな大人になりたい」、「おおらかでいつもニコニコしている大人になりたい」と憧れを抱くようになった。また、声優ラジオ、ドラマCDを聴いて「こんな楽しい世界があるんだ」、「なんて楽しそうな仕事なんだろう」と感じ、声優を志すようになった。ドラマCDを聴きながら「ここ、明らかに台本通りじゃないよね？アドリブでこんなに世界が広がるんだ」とワクワクしていた。

### 声優になるまで
当時日本ナレーション演技研究所が中学卒業以上なら通えることも知っていたため、母親に「俺、高校行かないで声優になる！」と宣言したが、母親に「大学行けとは言わないけど、高校だけは出てくれ。それでも声優になりたかったら、好きにしていい」と言われ、理科・化学が好きであったため理数系コースのある高校に進学。理科以外で好きだった教科は音楽で、歌を歌うのが好きだった。高校の選択授業では「声優になるために一番役に立つのは何か？」を考え、台本を読む時に役立つと思い、漢字を選択。高校3年間は「声優になる」という思いをベースに動いていた。
高校時代は演劇部に在籍。2011年時点で、部活動のほかに高校時代の思い出にアルバイトと恋愛を挙げている。当時のお小遣いが月に3000円だったが、引っ越しのアルバイトは1日8時間で8000円もらえて、月々32000円にもなった。引っ越し作業では、猫を15匹も飼っている家があり、家具の搬入・搬出時に猫が足元に絡んできて、荷物を落としそうになるのをこらえたり、猫の毛が舞い上がるなどして非常に大変であった。その頃は筋力トレーニングにも熱中しており、「声優になるためには腹筋が必要！」と考え、引っ越しのアルバイトは良いトレーニングとなった。コンビニのアルバイトも週2〜3回していた。アルバイト代は貯金せず人にごちそうして、喜んでいる姿を見るのが嬉しかったと語っている。当時付き合っていたディズニーランド好きな彼女を喜ばせたいがために高校3年生から卒業後の1年くらいは、何度もディズニーランドに行っていた。自分のために使うお金はゲームソフトの購入費用くらいであり、他人のために費やし喜ばせるのが嬉しくて仕方がなかった。
職業として声優に憧れていたが、あがり症で、子供の頃から人と会話、人前で表現、芝居をするのが苦手であった。演劇部でも人前で発表する機会はあり、皆で作品を作り舞台に立つことは平気だったが、一人で考えて発表しなくてはいけない場は苦手だった。「声優になりたい」というのは「面白い仕事がしたい」という一心であり、「注目されたい」ということでは決してなかった。
養成所探しは、声優の本などから情報を得ていた。高校の教師に進路を聞かれた際「声優になろうと思う」と答えたところ「なるのはいいけど……どう指導したらいいんだろうな」と言われ、「大丈夫です、ちゃんと考えてあるんで」と返せるくらいしっかりしたモノは持っていた。
興味があることには徹底的にアグレッシブで、とことん考えて、調べて、動いていた。ただし、興味のないことには無関心で「自分でもよくないなー」と反省している。知識が偏ってしまいすぎることから「もっと色々な情報に触れていれば、フリートークを膨らませたりできるんだろうなぁ」と語るもその分コアな情報には強い。
高校卒業後、「安くて芝居の勉強をしながら働ける」「週1回のレッスンなら自分の時間を持てるだろう」と思い、日本ナレーション演技研究所に入所。下野は人より少しゆっくりなところがあり、1回考えるとじっくり突き詰めてからでないと前に進めないタイプであった。1回教わり、それを1週間の間に自分の中で考えて納得して、次のレッスンに進むというスタイルも合っており、毎日レッスンを受けていたらそれを吸収できず、パニックになっていたかもしれないという。両親は「子どもにはとにかく好きなことをやらせてあげたい」と思っていたようで、養成所のお金は快く出してくれていた。その時は感謝してもしたりないくらいだった。
養成所の基礎科と本科で指導してくれた講師は舞台を中心に活動していた人物だったため、感情開放が印象的であった。まずシチュエーションで花を摘み、「その花がきれいだな」という芝居をした後、レッスン場の明かりを消し、皆横になった。次に講師から「深呼吸して気持ちをリラックスするように」、「桜の樹を思い浮かべて、自分の頭の上に桜の樹が立っているのを見ている気持ちになり、風に吹かれて桜の花びらが散った様子を見てどんな気持ちになったか想像してみなさい」と指南され、再び芝居をしたところ当初は棒読みだったセリフも色々な感情が詰まったセリフとなり、「感情ってこんなに大切なものなんだ」と再認識させてくれた。
養成所基礎科1年の頃が一番苦しかったと語っており、当時警備員のアルバイトをしていたが、毎回メンバーが入れ替わるため友人ができず、高校時代の仲間も大学や会社といった新しい環境の中忙しくしており遊ぶ機会もなかなかない状態で、アルバイトもレッスンもない日は「世界に自分一人しかいないんじゃないか」というくらい寂しさを感じ、実家に住んでいながらホームシックのような状態であった。課題がある時は、家で時間を見つけては練習をしており、作業自体は辛くなかった。しかし人前に出る事と失敗がなにより怖く、当日皆の前で発表するのが嫌で嫌でしょうがなかった。
養成所在学中に講師が申し込んでくれた事務所（アイムエンタープライズ）のオーディションを受け、1次審査通過後、2次審査用のデモテープを作ることになり、マイクを買いに行き、自宅のコンポに繋いで吹き込みデモテープを作った。録音レベルが低く、声が小さいままでデモテープの提出締切日となり、デモテープに「家の機材の関係で声は小さいですがよろしくお願いします」と一筆添えて提出した。その時は「これはダメだろうな」と断念していたが、2次審査に合格し、事務所で3次審査の面接を受けた。緊張と人前で何かするのが苦手なことが起因し、セリフは棒読みで、面接でもうまく話せず、事務所の人物からも何の反応もなく「今度こそダメだろう」とガッカリしていたが結果は合格で、20歳頃に事務所所属となった。当時のことを話していたところ、あるマネージャーが「事務所に入ってきた時は、どう扱っていいかわからなかったよ〜」と笑いながら思い出すくらいであった。所属後、オーディションに落ちまくっており、所属は嬉しかったが「何で僕みたいなのが入れたのかな？」と思っていた。

### キャリア
2001年、ゲーム『リリーのアトリエ〜ザールブルグの錬金術士3〜』のテオ・モーンマイヤー役で声優デビュー。2002年、『ラーゼフォン』の主人公、神名綾人役でテレビアニメデビュー。神名役に抜擢された当時は養成所の研修生でアニメ収録の経験もなく、現場で演じる一週間前に授業で初めてマイクレッスンを受けた。また、この頃オーディションに落ち続けており、「この（ラーゼ）オーディションがダメだったら、声優を辞めよう。自分には才能ない！」、「こんなにも苦しむくらいならすっぱり諦めて別の職業に就いた方がいいのかな」と考えていた。当時、両親が保育士の仕事をしていたため、一時期は保育士の資格を取るため、本格的に学ぼうか悩んだ時期もあったという。
『ラーゼフォン』の時は、事務所のオーディションに受かった時もそうであったが、「まだ早すぎる」というのが正直な感想であった。自分の人生プランの中では、22歳で事務所に所属し、23か24歳くらいでアニメデビューをして、その後は徐々に役をもらって、その後はアニメで主役と計画していたため、主役を務める嬉しさ以上に緊張とプレッシャーでいっぱいいっぱいであった。養成所では舞台の芝居ばかり習っていたため、ほとんど右も左もわからない状態であった。収録現場には有名な声優たちばかりで、「取って食われたらどうしよう」と被害妄想まで出てきていた。下野以外は仲良く話しているため、挨拶をするタイミングすらわからず、マネージャーが小学校に子供を送り出す親のように合図をしてくれて挨拶へ行っていた。実際は皆ものすごく優しく「それまでの自分の恐怖心はなんだったんだろう」と逆に気恥ずかしくなってしまった。物事を真っ直ぐに受け止めすぎる傾向があり「失敗したら終わりだ！」と考え込み、ついマイナス思考になり、輪をかけて「失敗してはいけない」という思いを生み、どんどん悪循環になった。一方、オンエアされるのを見て、嬉しいが恥ずかしい変な気分で「自分ではこういうつもりでやっていても実際にはこんな風になるんだ」と勉強にもなった。当時、励みになっていたものはファンレターで、2014年時点でも「多くの方が自分の演技に対して色々なことを感じてくださるんだ」と励みになっていて、「こんなところでまごまごしてる場合じゃない」と思えるとも語っている。
『ラーゼフォン』の収録から半年ほど経った頃、授業で講師の沢木郁也から「お前は芝居以前に生きることに必死過ぎる」と言われ、その言葉をきっかけに力の抜き方を少しずつ覚えていった。それまでは、レッスンが怖くて行きたくない思いでいっぱいいっぱいになり、ずる休みをすることもあった。沢木の言葉のおかげで色々なことに挑戦するのが楽しくなった。沢木の授業で「性格の合わない男女が言い合いをしているうちにお互いのことを好きになってしまう」という設定の2人芝居を演じていたところ、相手女性に好意を抱きリアルに恋をしてしまいそうになった。そこで初めて気持ちが動いたことに気付き、少しずつ自分を開放していけるようになった。
2003年10月8日から2007年10月8日まで、声優ヴォーカルユニット「Root」リーダーとして活動。
デビューして主役の座を獲得することができ、「これなら声優業だけで食べていける！」と思っていたが、そこまでの道のりは長かった。オーディションは落ち続けた20代前半は苦労の毎日で、20代後半になるまではアルバイトをしないと生活できる状態ではなかった。生活費のほとんどはバイト代で賄っていたことからアルバイトが本業というくらいだった。自分にとって「バイト＝生活」と割り切っていたため、手っ取り早く稼げる仕事しか興味がなかった。アルバイトの業務にあたりながら「今はバイトとオーディションを受ける毎日だけど、どうしたら本業だけで食べていけるんだろう」、「今も十分努力してるつもりだけど、今の自分に足りないものがあるんじゃないか」と自問自答していた。あえて人と接することの少ないアルバイトを選んでおり、苦痛以外の何物でもなかったが、無意識のうちに「自分に向いている（単独作業でひとつの作業に没頭できる）職業を選択していたなぁ」と感じていた。黙々と作業をしていると、時にはネガティブな気持ちになり「声優の仕事、諦めようかな……」と思うことも何度もあったが、それでも「あとちょっと頑張ろう」「もう少し続ければいつかは芽が出るはず」と気持ちを切り替えていた。声優業だけでは食べていけない当時は、ささやかな幸福にすがりながら、夢に向かって突き進んでいたのかもしれないと語っている。
体力仕事の単発アルバイトを高校2年生から約9年間続けていた。高校時代は引っ越し屋、養成所時代は警備員、登録制の派遣アルバイトでイベントの誘導員、工事現場のゴミ出しの手伝い、印刷所の製本、駐車場の誘導警備員、食品会社の製造ライン、清掃業など 。この手のアルバイトは日当制でシフトが組みやすく、給料も良いため、オーディションを受けることの多い生活に適していた。ただし、どの仕事も大変で、食品会社では、冷え切った場所での作業のため、体力だけでなく気力まで削がれた。イベントの誘導員は終日立ちっぱなしで、暑さ寒さの気候に耐えなければならず、終業後は疲弊しきっていた。中でも一番辛かったのは清掃業で、ゴミ収集所の清掃の臭いが苦しかったと語っている。一番長かったのはスーパーの駐車場内の誘導警備員であったが、その仕事も楽ではなく、大型店舗のスーパーの新規オープン時は、1週間ほど朝から夜まですごい数の車をさばいていた。スーパーの特売日に派遣されると駐車場に普段の倍以上の車が入りトラブルも多く、客に注意されることもしばしばで、時には理不尽なことで責められることもあった。それを穏便に済ませることができた時「自分、成長したぞ！」と密かにほくそ笑んでガッツポーズをしていた。少し飽きっぽい性格であったため、同じ場所で働き続けることはあまり得意ではなかった。派遣業はその日毎に作業場所が異なるため新鮮な気持ちで現場に赴くことができた。
その後も仕事が順調とは言えず、中々大きな仕事にも至らず、後輩も出てきて、どうしていいかよく分からない状態で迷走していた時期もあった。そのような下向きの状況が変わったのは、2005年から2006年の『CLUSTER EDGE』の主人公、アゲート・フローライト役で、この頃からレギュラーが増えていった。アルバイト生活から脱出した時は「やっと一人前の声優になれたんだな」と実感した。
2012年、第6回声優アワードにて、テレビアニメ『うたの☆プリンスさまっ♪』のユニット「ST☆RISH」として歌唱賞を受賞。
2016年3月16日、シングル「リアル-REAL-」で歌手としてソロデビュー。声優デビュー15周年という記念も込めて「下野紘ソロプロジェクト」として始まる。これまで即興でその場だけのインスピレーションで歌ったりしていたが、自分の歌をと考えた時に作詞作曲の難しさを改めて知ることとなった。声優活動15年の間に何度か歌手活動の話があったが、キャラクターソングではない自分名義での活動に自信が無いとしてソロ歌手の話は断っていた。しかし、声優活動15周年を迎えるにあたり自身をもう1歩大きくする、新しい目標に、と考えていた頃、再度ソロ歌手活動を打診され、了承。
歌手ソロデビューにあたり、初めてボイストレーニングを受け、声優としての発声方法と歌うための発声方法が全然違うことを知り、アーティストとしては「レベル1なんだ」と感じた。ボイストレーニングを受け、「誰かみたいにやろう」という考えはなくなり、歌い方だったり声質だったり色々な面で「自分は自分なんだ」「アーティストとしての自分をもっと見つけていかなきゃ」と実感。2011年のテレビアニメ『うたの☆プリンスさまっ♪』との出会いも大きく、役としてアイドルを経験したため、それまでになかった感じ方、考え方を吸収でき、ターニングポイントになった。
自身の2ndシングル「ONE CHANCE」発売イベントは、ポニーキャニオン50周年記念の年であるとしてパシフィコ横浜 国立大ホールという大きな会場で開催することとなった。開催時に一部のネットニュースに取り上げられ、その後、ポニーキャニオン公式サイトにイベントレポート記事が掲載、それをアニメイトタイムズも記事にしている。
2017年1月10日、栃木県下野市の輝け下野エール大使に就任。

### 現在まで
2020年8月3日、下野紘 1stアルバム「WE GO!」発売記念生放送で、個人使用のTwitter開設を発表。また、同番組内で「WE GO!」以降歌手活動を休止する事、新型コロナウイルス感染症(COVID‑19)感染拡大の状況を踏まえ予定していたライブを延期する事を発表。歌手活動休止については、声優活動に軸足を置く為に決断。休止時期などは公式にて発表を行うが、すぐに活動を休止するわけではないとした。
2020年10月11日、『劇場版「鬼滅の刃」無限列車編』公開記念の東京スカイツリー点灯式に花江夏樹、松岡禎丞らと共に出席。
2021年、第15回声優アワードMVSを受賞、第8回Yahoo!検索大賞声優部門で6位を獲得。
2021年9月28日、自身のブログにおいて、十数年前に結婚しており、現在は二児の父であることを公表。
2022年、第16回声優アワードMVSを受賞。
2022年10月4日、声優アーティスト「下野 紘」スペシャル生放送「WE GO!」Youtube生配信にて、2020年に延期を発表したライブを2023年1月14日、2月11日に行う事を告知。
2023年1月14日に大阪、2月11日に東京にて、ライブ『Hiro Shimono Special LIVE 2020→2023 Everything “WE GO!”』を開催。
2023年2月3日、『ワールドツアー上映「鬼滅の刃」上弦集結、そして刀鍛冶の里へ』公開記念で浅草寺の節分会にサプライズ登場し豆まきを行った。
2023年3月18日、「Shimono Special Reading LIVE 2023 _邂逅地点_開催記念生放送」(YouTube配信)にて、同年5月27日に開催されるリーディングライブを最後に歌手活動を休止する事を告知。

## 人物
趣味はゲーム、料理、サイクリング。特技はにわとりの声マネ。
姉、妹、その下にもう1人妹がいる。
後輩の面倒見がよく、特に事務所への愛が強いと後輩の松岡禎丞、内田真礼から語られており、松岡から「下野さんが現場にいるから弾けられる」と言われるなど後輩から全幅の信頼を置かれている。逆に松岡禎丞のラジオにゲスト出演した際には「松岡はほっとけない」「松岡は特別」と語っている。

### 特色
声種はテノール。
アニメ、ラジオ、ドラマCDなど様々なシーンで活躍。
役柄としては、元気な声の特徴を活かした少年役から個性的なキャラクターまで幅広く演じている。
『CLUSTER EDGE』に出演するまでは、一生懸命な役、優しい役、内向的な役はできたが、底抜けに明るいキャラクターが中々できなかったという。自身の気持ちに「迷いがあったからだ」と思っており、それ以降、明るいキャラクターを演じられるようになったという。
他の思い出の作品に2010年時点で叫ぶ役、ちょっとバカなキャラクター、騒がしい役を演じるきっかけになった作品だったことから『おおきく振りかぶって』、『スケッチブック 〜full color's〜』、『ながされて藍蘭島』あたりを挙げている。芝居を考えさせられていた作品は『東京魔人學園剣風帖 龍龍』であるが、印象的な作品はいっぱいあり過ぎて困るという。前述のアドリブを入れる時は楽しみ、中学生の頃に憧れていた「楽しそう！」の気持ちのまま、突き進んできた感じだという。ナレーターとしても数多く活躍してるが、子供の頃は緊張しがちなタイプで、国語の時にあてられて教科書を朗読するのも好きではなかったくらいだった。

### 好物
唐揚げが好物。唐揚げ好きになった原点は、遠足、運動会、事あるごとに母が作ってくれた実家の唐揚げ。正月には、おせちだけではなく、唐揚げも食べており、2023年時点でも実家に帰ると「唐揚げ用意しておいたわ」と言ってくれるという。デビュー数年後にパーソナリティを務めたラジオ番組『VOICE CREW』（NACK5）では、唐揚げに特化したコーナーを立ち上げ、美味しい食べ方を募集したり、自身が考えた上手な調理法を紹介するなど唐揚げ愛に終始した。後に、安久鉄兵協会長協力のもと友人前山田健一（ヒャダイン）と唐揚げの名店を巡るDVDを発売、またローソン「からあげクン音頭2012リミックスバージョン」に歌とPV出演で参加、さらにからあげクン限定味のキャンペーンキャラクターを務めるなどの展開を見せている。2016年には、からあげクン30周年お祝いコメントがローソン店内で放送された。またアドリブで「唐揚げ」と言ってしまい、急遽、演じていたキャラも唐揚げ好き設定になったこともあった。
子供の頃から両親が共働きだったため、料理をしていた。当時は完全週休2日制ではなかったため、土曜日のお昼ごはん問題というのがあり、小学校の高学年になり、妹2人のために作っていた。最初はホットプレートで焼きそばを作るくらいだっが「料理ができると自分が食べたいものを食べられるんだ！」と目覚めた。どんどん料理が好きになり、料理本を見て作るようにもなり、高校生になるとカレー、肉だんごスープなど家族の夕飯を作ったりもしていた。
『水曜どうでしょう』（北海道テレビ）の熱烈なファンであり、公式ブログ名もこれに由来する。
小学校高学年くらいからロックを聴き始めており、最初に買ったのはTHE BLUE HEARTSの『TRAIN-TRAIN』。ポップなのも聴くようになり、槇原敬之、L'Arc〜en〜Cielなどどんどん広がっていった感じだという。
眼鏡をかけた女性に弱く、「眼鏡フェチ」を自称している。

## 出演
太字はメインキャラクター。

### テレビアニメ
2002年
- ラーゼフォン（神名綾人）
- わがまま☆フェアリー ミルモでポン!（ミレン）

2003年
- カレイドスター（2003年 - 2004年、ケン）
- ガンパレード・マーチ 〜新たなる行軍歌〜（茜大介）

2004年
- 忘却の旋律（エラン・ヴィタール）
- ケロロ軍曹（2004年 - 2011年、漫画家のたまご、吉岡平正義、新人漫画家、平吉）
- うた∽かた（土岐邑臨）
- げんしけん（カメラマン） - ノンクレジット
- ローゼンメイデン（男子生徒）

2005年
- サムライチャンプルー（メンバー）
- ボボボーボ・ボーボボ（詩人）
- ふしぎ星の☆ふたご姫（2005年 - 2006年、子供、番人たち、従者、アウラー） - 2シリーズ
- CLUSTER EDGE（2005年 - 2006年、アゲート・フローライト）
- SoltyRei（2005年 - 2006年、ユート・K・スティール）

2006年
- 地獄少女（沼田祐司）
- ARIA The NATURAL（男性B）
- 銀魂（勇二）
- TOKKO 特公（六条大樹）
- xxxHOLiC（通行人、男）
- まじめにふまじめ かいけつゾロリ（子供D、キンキラ男爵）

2007年
- ef - a fairy tale of the two.（2007年 - 2008年、広野紘） - 2シリーズ
- おおきく振りかぶって（2007年 - 2010年、田島悠一郎） - 2シリーズ
- ゲゲゲの鬼太郎（第5作）（2007年 - 2008年、カイ）
- ゴーストハント（坂内）
- スケッチブック 〜full color's〜（根岸大地、クロ、男子）
- D.Gray-man（シィフ）
- 東京魔人學園剣風帖 龍龍（緋勇龍麻） - 2シリーズ
- ながされて藍蘭島（東方院行人）

2008年
- あたしンち（2008年 - 2009年、生徒B、AD、TVの声、男子A、生徒）
- イナズマイレブン（2008年 - 2011年、半田真一、藤丸啓、仮沢装、育井庄児、フィディオ・アルデナ、エステバン・カルロス、キート・ライアンド）
- かんなぎ（御厨仁）
- クレヨンしんちゃん（2008年 - 2012年、愛戸ルイ、ルカ、男性D、ウィル、体操のお兄さん）
- S・A〜スペシャル・エー〜（狩野宙）
- ソウルイーター（ヒーロ・ザ・ブレイブ、妖刀マサムネ〈幼少時代〉）
- 忍たま乱太郎（2008年 - 2025年、三反田数馬）
- のらみみ（シゲル）
- 破天荒遊戯（キアラ）

2009年
- アスラクライン（樋口琢磨） - 2シリーズ
- ご姉弟物語（平井、男子生徒A）
- 宇宙をかける少女（フリオ・スール）
- バスカッシュ!（ダン・JD）
- バトルスピリッツ 少年激覇ダン（キャルマー・フォン・ベルガー）

2010年
- SDガンダム三国伝 Brave Battle Warriors（陸遜ゼータプラス）
- 神のみぞ知るセカイ（2010年 - 2013年、桂木桂馬） - 3シリーズ
- 探偵オペラ ミルキィホームズ（2010年 - 2018年、ラット / 根津次郎、かまぼこ） - 4シリーズ + 特別編4作品
- ぬらりひょんの孫（2010年 - 2011年、黒羽丸） - 2シリーズ
- バカとテストと召喚獣（2010年 - 2011年、吉井明久） - 2シリーズ
- FAIRY TAIL（ショウ）
- みつどもえ（2010年 - 2011年、矢部智、ガチレッド） - 2シリーズ
- 名探偵コナン（2010年 - 2021年、森脇実、刈谷勇人、井口翔、谷木圭太）
- ヨスガノソラ（春日野悠）

2011年
- アップルシード XIII（義経）
- イナズマイレブンGO（2011年 - 2012年、半田真一、フィディオ・アルデナ） - 2シリーズ
- うたの☆プリンスさまっ♪ マジLOVEシリーズ（2011年 - 2022年、来栖翔） - 4シリーズ + スペシャル1作品
- 俺たちに翼はない（羽田鷹志〈タカシ〉）
- かいとう・ちわわんだー（2011年 - 2013年、ドーベルくん）
- 極上!!めちゃモテ委員長 セカンドコレクション（水嶋亮治）
- 30歳の保健体育（今河駿、親指 / 人差し指 / 中指 / 薬指 / 小指）
- SKET DANCE（椿佐介）
- ドラゴンクライシス!（如月竜司）
- ベン・トー（佐藤洋）
- リングにかけろ1 世界大会編（オルフェウス）
- バトルスピリッツ 覇王（2011年 - 2012年、五十嵐マサキ）

2012年
- 蒼い世界の中心で（アレクセイ＝テジロフ）
- エリアの騎士（紅林礼生）
- 黒子のバスケ（谷村祐介、生徒A）
- しろくまカフェ（マサキ）
- だから僕は、Hができない。（加賀良介）
- ダンボール戦機W（大空ヒロ）
- 超訳百人一首 うた恋い。（宇都宮頼綱）
- ひだまりスケッチ×ハニカム（ロミ夫）
- 貧乏神が!（犬神桃央）

2013年
- カーニヴァル（无）
- GJ部（2013年 - 2014年、四ノ宮京夜） - 2シリーズ
- 琴浦さん（室戸大智）
- 最強銀河 究極ゼロ 〜バトルスピリッツ〜（2013年 - 2014年、ミロク / コリン）
- 進撃の巨人（2013年 - 2023年、コニー・スプリンガー） - 8シリーズ
- 戦勇。（アルバ）
- ダイヤのA（2013年 - 2020年、川上憲史） - 3シリーズ
- D.C.III 〜ダ・カーポIII〜（江戸川耕助）
- たまこまーけっと（メチャ・モチマッヅィ〈王子〉）
- 東京レイヴンズ（百枝天馬）
- はたらく魔王さま！（2013年 - 2023年、漆原半蔵〈悪魔大元帥ルシフェル〉） - 3シリーズ
- 機巧少女は傷つかない（赤羽雷真）
- ログ・ホライズン（2013年 - 2021年、ソウジロウ） - 3シリーズ

2014年
- 暁のヨナ（ゼノ〈黄龍〉）
- Wake Up, Girls!（2014年 - 2018年、大田邦良） - 2シリーズ
- オオカミ少女と黒王子（劇中男優）
- 怪盗ジョーカー（2014年 - 2016年、スペード） - 4シリーズ
- Z/X IGNITION（天王寺飛鳥）
- とある飛空士への恋歌（ノリアキ・カシワバラ）
- となりの関くん（関俊成）
- ドラゴンコレクション（シフォン）
- 曇天に笑う（武田楽鳥）
- ノブナガ・ザ・フール（マルクス・ユニウス・ブルータス）
- ふうせんいぬティニー（チータス、ハリネズミ）
- ベイビーステップ（2014年 - 2015年、深沢諭吉） - 2シリーズ
- まじもじるるも（西野宏司）

2015年
- 雨色ココア（都倉碧）
- えとたま（天戸タケル、音泉キング）
- カード・バトルZERO（ヒロ）
- 神様はじめました◎（夜鳥）
- K RETURN OF KINGS（コトサカ）
- 実は私は（嶋田）
- 純情ロマンチカ3（椎葉水樹）
- 進撃!巨人中学校（コニー・スプリンガー）
- デュラララ!!×2（2015年 - 2016年、黒沼青葉） - 3シリーズ
- 東京喰種トーキョーグール シリーズ（2015年 - 2018年、ナキ） - 3シリーズ

2016年
- カミワザ・ワンダ（2016年 - 2017年、マサト、モテミン、メガネミン）
- 機動戦士ガンダムUC RE:0096（タクヤ・イレイ）
- ぐらP&ろで夫II（漆黒の闇ブラック）
- SERVAMP-サーヴァンプ-（有栖院御園）
- ジョーカー・ゲーム（三好）
- スカーレッドライダーゼクス（鞍馬ヒロ）
- 双星の陰陽師（鸕宮天馬）
- DAYS（灰原二郎）
- NORN9 ノルン+ノネット（市ノ瀬千里）
- プリンス・オブ・ストライド オルタナティブ（門脇歩）
- ベルセルク（イシドロ）
- ポケットモンスター XY&Z（ジミー）
- 無彩限のファントム・ワールド（一条晴彦）
- WWW.WORKING!!（河野拓哉）

2017年
- ACCA13区監察課（ジーン・オータス）
- 弱虫ペダル シリーズ（2017年 - 2023年、鏑木一差） - 3シリーズ 
- サクラクエスト（山田孝）
- DIVE!!（チクワ、パンダ、アナウンサー、高田）
- 異世界食堂（2017年 - 2021年、シリウス） - 2シリーズ
- 徒然チルドレン（山根隆夫）
- カイトアンサ（Qバスターヘッド）
- 無責任ギャラクシー☆タイラー（ヒトシ・ヤシオマ）
- 僕のヒーローアカデミア（2017年 - 2024年、荼毘、ウォッシュ） - 6シリーズ
- 将国のアルタイル（エルバッハ）
- 6HP/シックスハートプリンセス（爪陀琉 六角）

2018年
- 伊藤潤二『コレクション』（押切、河合孝太、男子、男、杉男）
- 剣王朝（丁寧）
- サクラノチカイ〜まろに☆え〜る 東の飛鳥 下野市をえーる!〜（下野古麻呂）
- ポプテピピック（2018年 - 2021年、ポプ子〈第6話Bパート / 再放送・リミックス版第5話Bパート〉）
- グランクレスト戦記（セルジュ・コンスタンス）
- デビルズライン（秋村肖太）
- ニル・アドミラリの天秤（ナレーション、大林慎ノ助）
- 多田くんは恋をしない（山下研太郎）
- グラゼニ（牧場春彦）
- されど罪人は竜と踊る（イーギー）
- 夢王国と眠れる100人の王子様（シュニー）
- 抱かれたい男1位に脅されています。（トモ君）
- 寄宿学校のジュリエット（古羊英悟）

2019年
- 同居人はひざ、時々、頭のうえ。（河瀬篤）
- 不機嫌なモノノケ庵 續（司法）
- イナズマイレブン オリオンの刻印（半田真一）
- 鬼滅の刃（2019年 - 2024年、我妻善逸） - 5シリーズ
- 可愛ければ変態でも好きになってくれますか?（桐生慧輝）
- 異世界チート魔術師（カシム〈謎の男〉）
- ブンボーグ009（ブンボーグ004）
- 超人高校生たちは異世界でも余裕で生き抜くようです!（エルク）
- 警視庁 特務部 特殊凶悪犯対策室 第七課 -トクナナ-（七月清司）
- アフリカのサラリーマン（オオハシ、オオハシB〜D、神オオハシA〜C、天使オオハシ、こどもオオハシ、ナレーション）
- ファンタシースターオンライン2 エピソード・オラクル（2019年 - 2020年、アフィン）
- 浦島坂田船の日常（爆弾音声）

2020年
- ドロヘドロ（虫の魔法使い）
- 八男って、それはないでしょう!（エルヴィン・フォン・アルニム）
- もっと!まじめにふまじめ かいけつゾロリ（リゲラ）
- LISTENERS リスナーズ（ホール）
- ピーター・グリルと賢者の時間（2020年 - 2022年、ピーター・グリル） - 2シリーズ
- ドラゴンクエスト ダイの大冒険 (2020)（2020年 - 2022年、でろりん）
- 無能なナナ（中島ナナオ）
- 魔王城でおやすみ（勇者アカツキ）
- とーとつにエジプト神（アヌビス ） - 2シリーズ

2021年
- アイ★チュウ（エヴァ・アームストロング）
- 怪物事変（野火丸）
- ブラッククローバー（ナハト・ファウスト）
- バクテン!!（女川ながよし）
- アニ×パラ〜あなたのヒーローは誰ですか〜（大地）
- ゾンビランドサガ リベンジ（委員長）
- 迷宮ブラックカンパニー（ワニベ）
- 平穏世代の韋駄天達（カゲキキ）
- 小林さんちのメイドラゴンS（会田タケト）
- 東京リベンジャーズ（2021年 - 2023年、灰谷竜胆） - 2シリーズ
- 進化の実〜知らないうちに勝ち組人生〜（2021年 - 2023年、柊誠一） - 2シリーズ
- Deep Insanity THE LOST CHILD（時雨・ダニエル・魁）
- ふしぎ駄菓子屋 銭天堂（外山辰雄）

2022年
- 殺し愛（ソン・リャンハ）
- オリエント（犬飼四郎） - 2シリーズ
- ポケットモンスター（ネズ）
- ドラえもん（テレビ朝日版第2期）（茂手もて夫）
- 可愛いだけじゃない式守さん（式守藤）
- 社畜さんは幼女幽霊に癒されたい。（今週の「可愛い。」担当）
- 継母の連れ子が元カノだった（伊理戸水斗）
- RWBY 氷雪帝国（ジョーン・アーク）
- おじゃる丸（2022年 - 2023年、イモップ、司会者、王子）
- うる星やつら (2022)（2022年 - 2024年、カラス天狗） - 2シリーズ
- ジョジョの奇妙な冒険 ストーンオーシャン（グッチョ）

2023年
- 文豪ストレイドッグス（村上）
- ONE PIECE（光月モモの助〈青年時〉）
- 神達に拾われた男2（トニー）
- ブルーロック（ジュリアン・ロキ）
- 冒険大陸 アニアキングダム（サイラス、動物たち、ヴェロキラプトル）
- THE MARGINAL SERVICE（サイラス・N・空閑）
- ちびゴジラの逆襲（ちびラドン）
- 異世界召喚は二度目です（ルーガ）
- Lv1魔王とワンルーム勇者（レオ）
- わたしの幸せな結婚（2023年 - 2025年、五道佳斗） - 2シリーズ
- アンデッドガール・マーダーファルス（ファントム）
- スパイ教室（白蜘蛛）
- 悲劇の元凶となる最強外道ラスボス女王は民の為に尽くします。（アラン・バーナーズ）
- レベル1だけどユニークスキルで最強です（ネプチューン）
- うちの会社の小さい先輩の話（石山聡）
- 冒険者になりたいと都に出て行った娘がSランクになってた（白いローブの男 / シュバイツ）
- ビックリメン（マンセー裸タイプII）
- 新しい上司はど天然（白桃）

2024年
- 即死チートが最強すぎて、異世界のやつらがまるで相手にならないんですが。（花川大門）
- 外科医エリーゼ（クリス・ド・クロレンス）
- 月刊モー想科学（ソテツ）
- グレンダイザーU（兜甲児）
- SHY 東京奪還編（朱鷺丸）
- かつて魔法少女と悪は敵対していた。（アルキオネ）
- 現代誤訳（兎堂雄星〈アーサー、男、店員、五十嵐、奥田、魔剣〉）
- デリコズ・ナーサリー（エンリケ・ロルカ）
- 貼りまわれ!こいぬ（おまわりさん犬）
- ハイガクラ（藍采和）

2025年
- FARMAGIA（イメロ）
- 全修。（二ノ宮ショウ）
- 妃教育から逃げたい私（ネイサン）
- ンめねこ（うすくろ）
- えぶりでいホスト（コーイチ）
- プリンセッション・オーケストラ（ナビーユ）
- ＃コンパス2.0 戦闘摂理解析システム（マルコス'55）
- 強くてニューサーガ（セラン）
- ウィッチウォッチ（草間狭霧）

2026年
- MAO（百火）

### 劇場アニメ
2003年
- ラーゼフォン 多元変奏曲（神名綾人）

2007年
- 真救世主伝説 北斗の拳 ラオウ伝 激闘の章（ケンシロウ〈少年〉）

2008年
- 超劇場版ケロロ軍曹3 ケロロ対ケロロ天空大決戦であります!（吉岡平正義）
- スカイ・クロラ The Sky Crawlers（パイロット）

2009年
- センコロール（テツ）

2010年
- 劇場版イナズマイレブン 最強軍団オーガ襲来（半田真一、フィディオ・アルデナ）

2011年
- 劇場版アニメ 忍たま乱太郎 忍術学園 全員出動!の段（三反田数馬）

2012年
- 劇場版イナズマイレブンGO vs ダンボール戦機W（大空ヒロ）

2014年
- Wake Up, Girls! 七人のアイドル（大田邦良）
- 南の島のデラちゃん（メチャ・モチマッヅィ）
- 劇場版 K MISSING KINGS（コトサカ）
- 劇場版 進撃の巨人（2014年 - 2018年、コニー・スプリンガー） - 3作品

2016年
- 劇場版 探偵オペラ ミルキィホームズ〜逆襲のミルキィホームズ〜（ラット / 根津次郎）

2017年
- 曇天に笑う〈外伝〉 〜決別、犲の誓い〜（武田楽鳥）

2018年
- 劇場版 SERVAMP-サーヴァンプ- -Alice in the Garden-（有栖院御園）
- K SEVEN STORIES Episode3「SIDE:GREEN 〜上書き世界〜」（コトサカ）
- 機動戦士ガンダムNT（タクヤ・イレイ）

2019年
- 薄暮（小山昇）
- 劇場版 うたの☆プリンスさまっ♪ マジLOVEシリーズ（2019年 - 2022年、来栖翔） - 2作品

2020年
- 劇場版 鬼滅の刃 無限列車編（我妻善逸）

2021年
- 漁港の肉子ちゃん（トカゲ、ヤモリ、松本）
- 劇場版 抱かれたい男1位に脅されています。〜スペイン編〜（トモ君）
- EUREKA/交響詩篇エウレカセブン ハイエボリューション（サムナ・スタージョン）

2022年
- 映画しまじろう しまじろうとキラキラおうこくのおうじさま（マロン）
- 映画ざんねんないきもの事典（ウサギ崎先輩）
- 映画 バクテン!!（女川ながよし）

2023年
- ブラッククローバー 魔法帝の剣（ナハト・ファウスト）

2024年
- 機動戦士ガンダムSEED FREEDOM（オルフェ・ラム・タオ）
- 映画 イナズマイレブン総集編 伝説のキックオフ（半田真一）

2025年
- 劇場版 鬼滅の刃 無限城編 第一章 猗窩座再来（我妻善逸）

### OVA
2004年
- カレイドスターシリーズ（2004年 - 2006年、ケン・ロビンス） - 3作品
- Memories Off 3.5 想い出の彼方へ（加賀正午）

2005年
- MUNTO〜時の壁を越えて〜（タカシ）

2006年
- CLUSTER EDGE Secret Episode（アゲート・フローライト）

2007年
- ツバサ TOKYO REVELATIONS（昴流）

2009年
- 異世界の聖機師物語（柾木剣士）
- 聖闘士星矢 THE LOST CANVAS 冥王神話（2009年 - 2011年、アローン / ハーデス）
- のだめカンタービレ 特別番外編（リュカ・ボドリー）

2010年
- 機動戦士ガンダムUC（タクヤ・イレイ）
- SEX PISTOLS（円谷ノリ夫）
- 腐女子の品格（シャチョ）
- 眼鏡なカノジョ（高塚辰也）

2011年
- カッコカワイイ宣言! こちょこちょ編（神高地隆介 他）
- 神のみぞ知るセカイ 4人とアイドル（桂木桂馬）
- バカとテストと召喚獣 〜祭〜（吉井明久）

2012年
- 神のみぞ知るセカイ天理篇（桂木桂馬）
- コープスパーティー Missing Footage-（持田哲志）数量限定版特典および応募者全員サービスのDVDに収録
- Holy Knight（水村心田）
- 堀さんと宮村くん（井浦秀）

2013年
- マジカル☆スター かのん100%（桂木桂馬） - コミックス22巻DVD付き特別版に収録
- コープスパーティー Tortured Souls -暴虐された魂の呪叫-（持田哲志）ODS先行上映
- SKET DANCE（椿佐介） - コミックス第29巻DVD同梱版
- 機巧少女は傷つかない（2013年 - 2014年、赤羽雷真） - Vol.I・IV・VI

2014年
- 進撃の巨人（コニー・スプリンガー） - 原作第13・14巻限定版
- 絶滅危愚少女 Amazing Twins（和希）
- ノラガミ（占地） - コミックス10巻DVD付き特別版に収録

2015年
- 暁のヨナ（2015年 - 2016年、ゼノ） - コミックス19・21・22巻DVD付き限定版に収録
- サイボーグ009VSデビルマン（0018 / セト、アトゥン）

2018年
- イナズマイレブン Reloaded（半田真一）

2019年
- まじもじるるも 完結編（西野宏司） - 原作第3部コミックス第9巻OAD付限定版
- 中高一貫!!キメツ学園物語 鬼滅の宴 特別編（我妻善逸）

2020年
- ACCA13区監察課 Regards（ジーン・オータス）

2021年
- 天地無用! 魎皇鬼（柾木剣士〈少年〉） - 第伍期第5巻

2022年
- 小林さんちのメイドラゴンS（会田タケト） - 番外編

2023年
- スタンドマイヒーローズ WARMTH OF MEMORIES（可愛ひかる）

### Webアニメ
2014年
- がくモン!〜オオカミ少女はくじけない〜（ジュズ）
- 神羅万象〜天地神明の章〜（サイ）

2016年
- 佐賀県を巡るアニメーション『約束の器 有田の初恋』（内山淳）
- ポケモンジェネレーションズ（バク）

2017年
- 夢が覚めるまで（ソウタ、男、友人）
- 焼肉店センゴク（本実ハレ）

2018年
- ソードガイ The Animation（マーカス・リートス）

2019年
- 愛姫 MEGOHIME（2019年 - 2021年、政宗 MASAMUNE / 伊達トウジロウ）

2020年
- とーとつにエジプト神（2020年 - 2021年、アヌビス）

2021年
- 中高一貫!!キメツ学園物語 バレンタイン編（我妻善逸）
- えとたま〜猫客万来〜（天戸タケル）

2022年
- 「あなたを一言で表してください」の質問が苦手だ。（ユウキ）
- はたらく魔王さま!! ちいちゃい!魔王さま!!（2022年 - 2023年、漆原半蔵）
- ロマンティック・キラー（真斗）

2023年
- 伊藤潤二『マニアック』（押切）
- 悪魔くん（ストロファイア）
- スコット・ピルグリム テイクス・オフ

2025年
- うごく!ねこむかしばなし（チャトラ）

### ゲーム
2001年
- ヘルミーナとクルス 〜リリーのアトリエ もう一つの物語〜（テオ・モーンマイヤー）
- リリーのアトリエ 〜ザールブルグの錬金術士3〜（テオ・モーンマイヤー）

2003年
- 少女義経伝（武蔵坊弁慶）
- Take off!（小宮山悦二）
- D→A:BLACK（新城灯夜）
- ラーゼフォン 蒼穹幻想曲（神名綾人）

2004年
- アクアキッズ（レイ）
- シャドウハーツII（犬神蔵人）
- スーパーロボット大戦MX（神名綾人）
- Cherry Blossom 〜チェリーブロッサム〜（桜瀬早月）
- 帝国千戦記（朱緋真）※PC版
- D→A:WHITE（新城灯夜）
- ファントム・ブレイブ（アッシュ）

2005年
- エウレカセブン TR1:NEW WAVE（サムナ・スタージョン）
- 式神の城 七夜月幻想曲（華南レイ）
- 死神修行始めました。（御薗空人）
- スーパーロボット大戦MX PORTABELE（神名綾人）
- STAMP OUT（鈴木雪也）

2006年
- アラビアンズ・ロスト（マイセン＝ヒルデガルド）
- ARIA The NATURAL 〜遠い記憶のミラージュ〜（青年〈主人公〉）
- エウレカセブン NEW VISION（サムナ・スタージョン）
- カオスウォーズ（犬神蔵人、ラル・ブランシェン）
- Quartett! 〜THE STAGE OF LOVE〜（ハンス・クラウバー）
- クラスターエッジ 〜君を待つ未来への証〜（アゲート・フローライト）
- Spell Down（東昇）
- 転生學園月光録（仁科麒一）
- 魔界戦記ディスガイア2（タロー、サメ）
- 水の旋律2 〜緋の記憶〜（柏木好春 / 普賢）
- 蜜×蜜ドロップス LOVE×LOVE HONEY LIFE（雪柳伊織）
- ワイルドアームズ ザ フィフスヴァンガード（ディーン・スターク）

2007年
- うわさの翠くん!! 夏色ストライカー（川崎明）
- おおきく振りかぶって ホントのエースになれるかも（田島悠一郎）
- スーパーロボット大戦Scramble Commander the 2nd（神名綾人）
- 宝島Z バルバロスの秘宝（ザック）
- トラスティベル 〜ショパンの夢〜（アレグレット）

2008年
- イナズマイレブン / 2 脅威の侵略者 / 3 世界への挑戦!!（2008年 - 2010年、半田真一、フィディオ） - 3作品
- うわさの翠くん!!2 ふたりの翠!?（川崎明）
- クリムゾン・エンパイア〜Circumstance to serve a noble〜（マイセン＝ヒルデガルド）
- ソラユメ（ケット・シー）
- 「っポイ!」 ひと夏の経験!?（天野平）
- テイルズ オブ シンフォニア -ラタトスクの騎士-（エミル・キャスタニエ / ラタトスク、アステル・レイカー）
- 花より男子 -恋せよ女子（おとめ）!-（青池和也）
- 魔界戦記ディスガイア3（アルマース・フォン・アルマディン・アダマント、タロー）
- モノクローム・ファクター cross road（稲村岳人）
- ラスト・エスコート2 〜深夜の甘い棘〜（玲司）

2009年
- ソラユメ portable（ケット・シー）
- ダテにガメついわけじゃねェ! 〜ダンジョンメーカー ガールズタイプ〜（ムネヨシ）
- 断罪のマリア（御柱キリト）
- ファイナルファンタジーXIII（オーファン）
- ファントム・ブレイブ Wii（アッシュ）
- ぼ〜そ〜恋娘（川堀四郎）
- 魔界戦記ディスガイア2 PORTABLE（タロー、サメ、アルマース、アッシュ）

2010年
- あすか! 〜僕ら星灯高校野球団〜（鳴海瀬奈）
- 維新恋華 龍馬外伝（藤堂平助）
- うたの☆プリンスさまっ♪（来栖翔）
- ef - a fairy tale of the two.（広野紘） - PS2版
- エンド オブ エタニティ（ゼファー）
- ケイオスリングス（シャモ）
- コープスパーティー ブラッドカバー リピーティッドフィアー（持田哲志）
- スカーレッドライダーゼクス（鞍馬ヒロ）
- Tartaros-タルタロス-（ソーマ）
- 探偵オペラ ミルキィホームズ（ラット / 根津次郎）
- 天下一★戦国LOVERS DS（羽柴秀吉）
- 電撃のピロト〜天空の絆〜（イエゴウ）
- トリックスター（コルウス）
- ファントム・ブレイブ PORTABLE（アッシュ）
- 魔法使いとご主人様 New Ground〜Wizard and the master〜（マイセン＝ヒルデガルド）
- みんなのテニス ポータブル（バン）
- 猛獣使いと王子様（ルシア）
- ラブルートゼロ KissKiss☆ラビリンス（ショコラ）

2011年
- イナズマイレブン ストライカーズ（2011年 - 2012年、半田真一、アテナ、フィディオ・アルデナ、キート・ライアンド） - 3作品
- うたの☆プリンスさまっ♪ -Sweet Serenade-（来栖翔）
- うたの☆プリンスさまっ♪ Repeat（来栖翔）
- うたの☆プリンスさまっ♪ MUSIC（来栖翔）
- グロリア・ユニオン（イシュト、アシュレイ）
- コープスパーティー Book of Shadows（持田哲志）
- スカーレッドライダーゼクス -STARDUST LOVERS-（鞍馬ヒロ）
- セブンスドラゴン2020
- つくものがたり（古森賢児）
- テイルズ オブ ザ ワールド レディアント マイソロジー3（エミル・キャスタニエ）
- 遙かなる時空の中で5（桐生祟）
- 文明開華葵座異聞録（寿鬼格〈幼少〉）
- 魔界戦記ディスガイア3 Return（アルマース・フォン・アルマディン・アダマント）
- マスケティア（コンスタンティン）
- 猛獣使いと王子様 〜Snow Bride〜（ルシア）
- 猛獣使いと王子様 Portable（ルシア）
- ラストストーリー（ユーリス）

2012年
- うたの☆プリンスさまっ♪ Debut（来栖翔）
- 鬼武者Soul（小姓、鬼小島弥太郎、佐久間信盛、武田信繁、武田信豊 他）
- Custom Drive（遠藤悟）
- 官能昔話 ポータブル（青山播磨）
- コープスパーティー -THE ANTHOLOGY- サチコの恋愛遊戯♥Hysteric Birthday 2U（持田哲志）
- シノバズセブン（如月未喜）
- 12時の鐘とシンデレラ〜Halloween Wedding〜（フェザー）
- 24時の鐘とシンデレラ〜Halloween Wedding〜（フェザー）
- スカーレッドライダーゼクスI + FD ポータブル（鞍馬・ヒロ）
- ゼッタイ☆スター（南雲総一郎）
- D.C.III 〜ダ・カーポIII〜（江戸川耕助）
- D.C.III DASH 〜ダ・カーポIII Ver.1.3〜 USBメモリ版（江戸川耕助）
- 断罪のマリア 〜ラ・カンパネラ〜（御柱キリト）
- 探偵オペラ ミルキィホームズ 2（ラット / 根津次郎）
- ダンボール戦機W（大空ヒロ）
- 停電少女と羽蟲のオーケストラ 停電いろは珠（橘）
- テイルズ オブ ザ ヒーローズ ツインブレイヴ（エミル・キャスタニエ）
- ドラゴンボールヒーローズ（2012年 - 2017年、ナメック星人アバター〈エリートタイプ〉） - 5作品
- バカとテストと召喚獣 ポータブル（吉井明久）
- 遙かなる時空の中で5 風花記（桐生祟）
- ヒメヒメ ぶっきんぐ!（浅生桃太）
- BLACK WOLVES SAGA -Bloody Nightmare-（リッチー）
- BLACK WOLVES SAGA -Last Hope-（リッチー）
- PROJECT X ZONE（ゼファー）
- 魔導学院エスペランサ
- 猛獣使いと王子様 〜Snow Bride〜 Portable（ルシア）
- ルーンファクトリー4（キール）
- ファンタシースターオンライン2（アフィン、オーザ 他）

2013年
- いっしょにごはん。PORTABLE（鳥山揚介）
- うたの☆プリンスさまっ♪ All Star（来栖翔）
- うたの☆プリンスさまっ♪ MUSIC 2（来栖翔）
- ジョジョの奇妙な冒険 オールスターバトル（セッコ）
- STORM LOVER 2nd（五十鈴一久）
- 青春はじめました!（春日亀馨）
- セブンスドラゴン2020-II
- D.C.III Plus 〜ダ・カーポIII プラス〜（江戸川耕助）
- 断罪のマリア Complete Edition（御柱キリト）
- ダンボール戦機W 超カスタム（大空ヒロ）
- テイルズ オブ シンフォニア ユニゾナントパック（エミル・キャスタニエ / ラタトスク）
- ディスガイアD（アッシュ）
- ドウセイカレシシリーズ -Butterfly Gloss-（伊勢谷新）
- NORN9 ノルン+ノネット（市ノ瀬千里）
- はつカレッ☆恋愛デビュー宣言!（朝比奈駆）
- 機巧少女は傷つかない Facing "Burnt Red"（赤羽雷真）
- メダロットDUAL（ダウンロードコンテンツナビゲーションボイス）
- メタルマックス4 〜月光のディーヴァ〜（ヒナタ、ポチ）
- 嫁コレ（无）
- 楽園男子（日守幸兎）

2014年
- あやかしごはん（犬嶌謡）
- ALICE＝ALICE（キング）
- 鬼武者Soul カードラッシュ
- コープスパーティー BLOOD DRIVE（持田哲志）
- 三国志パズル大戦（司馬師）
- 忍び、恋うつつ（我来也）
- 神撃のバハムート（クルト）
- 超ヒロイン戦記（クロード）
- Z/X IGNITION 五世界の輪舞（天王寺飛鳥）
- テイルズ オブ ザ ワールド レーヴ ユナイティア（エミル・キャスタニエ）
- NORN9 VAR COMMONS（市ノ瀬千里）
- NORN9 LAST ERA（市ノ瀬千里）
- プリPia〜プリンスPia♥キャロット〜（等々力嵐士）
- プリンスPia♥キャロット（等々力嵐士）
- -8（都並音彦）
- 魔女のニーナとツチクレの戦士（レント）

2015年
- I DOLL U（獅童レオ）
- インフィニット・ドライブ
- うたの☆プリンスさまっ♪ All Star After Secret（来栖翔）
- ガーディアンズ・ヴァイオレーション（マルセロ・グラシア）
- 怪盗ジョーカー 時を超える怪盗と失われた宝石（スペード）
- カレイドイヴ（鷹宮大地）
- クリスタル クラウン
- 源氏恋絵巻（紫の君）
- コープスパーティー ブラッドカバー リピーティッドフィアー 3DS版（持田哲志）
- ジョジョの奇妙な冒険 アイズオブヘブン（セッコ）
- スカーレッドライダーゼクス Rev.（鞍馬ヒロ）
- 戦魂-SENTAMA-（竹中半兵衛）
- 大逆転裁判 -成歩堂龍ノ介の冒險-（成歩堂龍ノ介）
- 艶が〜る プレミアム（結城翔太）
- 神刻の娘
- デュラララ!! Relay（黒沼青葉）
- 忍たま乱太郎 ふっとびパズル!の段（2015年 - 2017年、三反田数馬）
- プリンス・オブ・ストライド（門脇歩）
- 白猫プロジェクト（ゼロキス・チェリサージュ）
- PROJECT X ZONE 2:BRAVE NEW WORLD（ゼファー）
- 猛獣使いと王子様 〜Flower & Snow〜（ルシア）
- 夢王国と眠れる100人の王子様（シュニー、フリュス）
- LINE クロスレギオン（ウィリアム）

2016年
- イケメン革命◆アリスと恋の魔法（レイ＝ブラックウェル）
- ヴァルキリーコネクト（ロキ）
- うたの☆プリンスさまっ♪ MUSIC 3（来栖翔）
- クイズRPG 魔法使いと黒猫のウィズ（アーデ・トゥイン）
- ＃コンパス 戦闘摂理解析システム（マルコス'55）
- 進撃の巨人（コニー・スプリンガー）
- 真・女神転生IV FINAL（主人公〈ナナシ〉 / アキラ）
- スターオーシャン5 Integrity and Faithlessness（テッド）
- スターオーシャン:アナムネシス（テッド、ゼファー）
- ソウルワーカー（アーウィン・アークライト）
- テイルズ オブ アスタリア（エミル・キャスタニエ）
- ドラマチックRPG 神つり（エンコウ）
- NORN9 ACT TUNE（市ノ瀬千里）
- 遙かなる時空の中で6 幻燈ロンド（萬）
- 百花百狼 〜戦国忍法帖〜（黒雪）

2017年
- キズナストライカー!（貴更あいら）
- ニューダンガンロンパV3 みんなのコロシアイ新学期（王馬小吉）
- GARM STRUGGLE 〜狂鎖の番狗〜（玖珂鈴）
- 結ひの忍（昆布屋日高）
- ブラックローズサスペクツ（レオ・アビントン）
- 茜さすセカイでキミと詠う（紀貫之）
- オルタンシア・サーガ -蒼の騎士団-（ウェインライト）
- 白と黒のアリス（ネロ）
- スタンドマイヒーローズ（可愛ひかる）
- 大逆転裁判2 -成歩堂龍ノ介の覺悟-（成歩堂龍ノ介）
- うたの☆プリンスさまっ♪ Shining Live（来栖翔）
- テイルズ オブ ザ レイズ（エミル・キャスタニエ）
- 忍び、恋うつつ ― 甘蜜花絵巻 ―（我来也）
- ひらがな男子 いつらのこゑ（ば）
- 嘘月シャングリラ（ヨルム）
- CARAVAN STORIES（ディラン）
- グランブルーファンタジー（2017年 - 2021年、クルス、我妻善逸）
- ゼノブレイド2（2017年 - 2018年、レックス、カズロー、シマシマ、ゴツ）
- パシャ★モン（モンタ）

2018年
- 忍び、恋うつつ - 万花彩絵巻 -（我来也）
- 魔界王子と魅惑のナイトメア（ナイト）
- 進撃の巨人2（コニー・スプリンガー）
- ゴッドイーターレゾナントオプス （主人公〈男〉）
- ICEY（ナビゲーター）
- ファンタジーライフ オンライン
- グランドチェイス -次元の追跡者-（ライアン）
- 世界樹の迷宮X
- 僕のヒーローアカデミア One's Justice（荼毘）
- ワイルドアームズ ミリオンメモリーズ（ディーン・スターク）
- 白と黒のアリス -Twilight line-（ネロ）
- 夢間集（独釣寒江）

2019年
- ラングリッサーI&II（ヘイン）
- 刀剣乱舞-ONLINE-（白山吉光）
- 非人類学園 Extraordinary Ones（九尾）
- ドラゴンクエストライバルズ（少年ヤンガス）
- 十三機兵防衛圏（鞍部十郎）
- VARIABLE BARRICADE（八神那由太）
- スーパードラゴンボールヒーローズ ワールドミッション（ナメック星人エリートタイプ）
- ナナカゲ 〜7つの王国と月影の傭兵団〜（アルゴス）
- パズル&ドラゴンズ（2019年 - 2020年、コニー・スプリンガー、荼毘、我妻善逸）
- ファイアーエムブレム ヒーローズ（2019年 - 2025年、ウォルト、リュール）
- モンスターストライク（2019年 - 2024年、荼毘、我妻善逸、コニー・スプリンガー、オルフェ・ラム・タオ）
- イースIX -Monstrum NOX-（背教者）
- 東京喰種: re 【CALL to EXIST】（ナキ）
- RELEASE THE SPYCE secret fragrance（水無月ジュン）
- Home Sweet Home（ティム）

2020年
- 幻想マネージュ（クリエ）
- ロストディケイド（エリオット）
- 僕のヒーローアカデミア One's Justice 2（荼毘）
- 八男って、それはないでしょう!〜もう一人の転生者〜（エルヴィン）
- 遙かなる時空の中で7（織田秀信）
- ディシディア ファイナルファンタジー オペラオムニア（セオドア）
- FiNC HOME FiT（タクミ）
- シャドウバース チャンピオンズバトル（主人公〈男の子〉）

2021年
- 共闘ことばRPG コトダマン（2021年 - 2023年、我妻善逸、荼毘、灰谷竜胆）
- 大乱闘スマッシュブラザーズ SPECIAL（レックス） - DLC追加キャラクター
- キャプテン翼 RISE OF NEW CHAMPIONS（ペペ） - DLC追加キャラクター
- 僕のヒーローアカデミア ULTRA IMPACT（荼毘）
- 白夜極光（ヘール、ジョム）
- 終末のアーカーシャ（エース）
- 雀魂（ライアン）
- 鬼滅の刃 ヒノカミ血風譚（2021年 - 2022年、我妻善逸）
- ウインドボーイズ！(鈴白育三）
- アナザーエデン 時空を超える猫（セルジュ）

2022年
- 夢職人と忘れじの黒い妖精（レン）
- 聖剣伝説 ECHOES of MANA（ヒーロー）
- マフィア42（盗人、極道）
- #コンパス ライブアリーナ（2022年 - 2023年、マルコス'55）
- ライブアライブ（ユン・ジョウ、ナムキャット）
- ポケモンマスターズEX（2022年 - 2024年、マサル）
- 東京リベンジャーズ ぱずりべ！全国制覇への道（灰谷竜胆）

2023年
- ファイアーエムブレム エンゲージ（主人公〈リュール〉）
- Hi-Fi RUSH（チャイ）
- ゼノブレイド3（レックス）
- D.C.III P.S. 〜ダ・カーポIII プラスストーリー〜（江戸川耕助）
- 原神（リネ）
- 僕のヒーローアカデミア ULTRA RUMBLE（荼毘）

2024年
- 妖怪ウォッチ ぷにぷに（灰谷竜胆）
- FARMAGIA（イメロ）

2025年
- ファントム・ブレイブ 幽霊船団と消えた英雄（アッシュ）
- 鬼滅の刃 ヒノカミ血風譚2（我妻善逸）

### ドラマCD
2002年
- ラーゼフォン サウンド・ドラマ（神名綾人）

2003年
- カレイドスター 〜2枚目の すごい ミニアルバム〜（ケン・ロビンス）
- Memories Off シリーズ（加賀正午〈ショーゴ〉）
  - 想い出にかわる君 〜Memories Off〜
  - 想い出にかわる君 メモリーコレクション Vol.1 - 7
  - 想い出にかわる君〜Memories Off〜 ドラマベスト

2004年
- サウンドイリュージョン #1『明日の すごい カレイドスター・アリエスステージ』（ケン・ロビンス）
- ビューティー・ポップ（南啓）
- ファントム・ブレイブ オリジナルサウンドドラマ（アッシュ）
- Memories Off シリーズ（加賀正午〈ショーゴ〉）
  - メモリーズオフドラマCD 想い出のパルティータ
  - みんなで作るメモオフCD!! Part2

2005年
- サウンドイリュージョン #2『明日の すごい カレイドスター・トーラスステージ』（ケン・ロビンス）
- Memories Off Collectors' Box（加賀正午〈ショーゴ〉）

2006年
- アラビアンズ・ロスト ラジオ&ドラマCD Vol.1・3（マイセン＝ヒルデガルド）
- 俺たちのステップ シリーズ（相楽右京）
  - STEP-1 〜激怒と号泣、そして爆笑!〜
  - STEP-2 〜俺たち、もう笑うしかないだろう!〜
  - STEP-3 〜お願い… 笑って、許して!〜

- CLUSTER EDGE シリーズ（アゲート・フローライト）
  - クラスターエッジ キャラクターコレクション
  - クラスターエッジ -未来へ-

- (株)ツバメ警備保障（岩村大輔）
- サウンドイリュージョン #4『明日の すごい カレイドスター・ウィンディステージ』（ケン・ロビンス）
- Death&Angel Miduki's Last Judgment ステージ I・II（デヴィン）
- プリンセス・プリンセス ドラマCD 第1巻（九条光）
- 魔界戦記ディスガイア2 ドラマCD2 〜魔界騒乱編〜（タロー）
- 魔法使いの娘（小八汰）
- 水の旋律2 緋の記憶 〜残照〜（柏木好春）

2007年
- 俺たちのステップ STEP-4 〜俺たち、笑ってる場合じゃない!〜（相楽右京）
- Vassalord. Act.II（トーマス）
- 会長はメイド様!（幸村祥一郎） - 『LaLa』2007年10月号付録
- 富士見ドラマCDコレクション 風の聖痕（柊太一郎）
- キヨショーサテライト ゴールド（金沢佳純）
- 鋼殻のレギオス（レイフォン・アルセイフ）
- コーセルテルの竜術士物語（ナータ）
- ドラマCD Sketch Book Stories 〜前夜祭〜（根岸大地）
- 聖闘士星矢EPISODE.G（アイオリア）
- セイント・ビースト 恩讐の章〜聖獣封印〜 第3巻（神官ディアドラ）
- 転生學園月光録 ドラマCD（仁科麒一）
- 東京★イノセント（三井）
- 東京魔人学園剣風帖 龍龍 「学級日誌」 其の一 - 三（緋勇龍麻）
- ながされて藍蘭島（東方院行人）
- ラブルートゼロ 失恋と嘘、迷子な僕ら。（ショコラ）

2008年
- うわさの翠くん!! 二人の王子とハダカ姫の復讐!!（川崎明）
- おとまりHONEY（松田）
- 学園創世 猫天!（秋藤つばめ）
- QuinRose MIX 〜2008.May〜（マイセン＝ヒルデガルド）
  - Daytime Version
  - Night Version

- クラノア -Hello Again-（ナナ）
- コーセルテルの竜術士物語 〜海に行く話〜（ナータ）
- コープスパーティー・ブラッドカバー（持田哲志）
- サナリカ おはなしCD ふたつめ（ニビ）
- S・A〜スペシャル・エー〜 シリーズ（狩野宙）
  - ドラマCD1 「彗・宙・純・竜」編
  - ドラマCD2 「光・明・芽・SA」編

- 東海道HISAME-陽炎-（嵯峨野氷雨）
- となりの801ちゃん 2（マリン・エンタテインメント社員、カラオケボックスで歌っている人）
- NAKED BLACK（ソラ）
- バカとテストと召喚獣 Vol.1・2（吉井明久）
- 破天荒遊戯 シリーズ（キアラ）
  - 破天荒遊戯 ゆくさきをしらない
  - TVアニメーション「破天荒遊戯」ドラマCD 第1巻 断罪の緋き花よ咲け

- 魔界戦記ディスガイア3 〜奇奇怪怪! 悪魔だらけの強化合宿!〜 Vol.1・2（アルマース）
- ラスト・エスコート2 〜深夜の甘い棘〜 シリーズ（玲司）
  - ドラマCD 愛に汚れた白薔薇達の甘い棘
  - ドラマCD 〜ナゼに白薔薇? 艶街九月の夜の夢〜 &キャラクターソング

- ラブルートゼロ シリーズ（ショコラ）
  - Do you love me? ラブ√1/2
  - サヨナラと言えない僕らは…

- ラブ☆レシピ〜変なエッセンス〜（前川啓介）

2009年
- アラバーナの海賊たち 幕開けは嵐とともに（リク）
- 俺たちに翼はない 2nd Season Vol.1 夢ラジオ・空色スクールデイズ（羽田鷹志〈タカシ〉）
- カーニヴァル 飛べない翼/人魚の瓶（无）
- 宮廷神官物語 〜選ばれし瞳の少年〜（天青）
- クラノア シリーズ（ナナ）
  - クラノア -yesterday once more-
  - クラノア 覚醒未満 それは僕らのカタルシス

- 黒薔薇アリス（生島光哉）
- ドラマCD 恋人はキャプテン（近藤遊星）
- コープスパーティー・ブラッドカバー 第2巻（持田哲志）
- セイント・ビースト エンジェルクロニクルズ3 遭遇〜かりそめ〜（神官ディアドラ）
- 戦国武友伝 〜久遠の交はり〜（猿飛佐助）
- 停電少女と羽蟲のオーケストラ シリーズ（橘）
  - 第一楽章：蛍
  - 虫喰和歌集：蟷螂
  - 第二楽章：宴

- 東海道HISAME-陽炎- 千子村正編（嵯峨野氷雨）
- ドラゴンクライシス!（如月竜司）
- トラスティベル 〜ショパンの夢〜 オリジナルドラマCD（アレグレット）
- 真夏の夜の夢（パック）
- ラブルートゼロ Do you wanna kiss me? ラブ√1/3（ショコラ）
- レンタル執事 Drama CD Vol.1（天上天河）

2010年
- うたの☆プリンスさまっ♪ シリーズ（来栖翔）
  - ドラマCD vol.1
  - キャラクタードラマCD 音也&トキヤ
  - キャラクタードラマCD 真斗&レン
  - キャラクタードラマCD 那月&翔
  - デュエットドラマCD 3 那月&翔

- カーニヴァル シリーズ（无）
  - カーニヴァル 〜輪（サーカス）〜
  - カーニヴァル リノル

- 花想少女〜Lip-Aura〜 前奏曲（イリヤ・マーシェル）
- かんなぎ オリジナルドラマCD第1弾 『おせちもいいけどナギ様もね!』（御厨仁）
- クラノア シリーズ（ナナ）
  - クラノア -Another girl-
  - クラノア Blow up
  - クラノア close to you

- 失恋ショコラティエ Vol.1（小動爽太）
- Scared Rider Xechs サマー・ヒート4M2S（鞍馬ヒロ）
- ストロボ・エッジ ドラマCD vol.1・2（三好学）
- 停電少女と羽蟲のオーケストラ シリーズ（橘）
  - 第三楽章：命
  - 第四楽章：棺
  - 旋律、零。

- 10-4（風見静）
- 東海道HISAME-陽炎- 高野山激闘編（嵯峨野氷雨）
- 忍たま乱太郎 ドラマCD 保健委員会の段（三反田数馬）
- バカとテストと召喚獣 ドラマCD 「僕と黒子と如月グランドパーク」（吉井明久）
- 遙かなる時空の中で5 夜明け前 壱（桐生祟）
- みつどもえ ドラマCD 〜伝説のはじまり〜（矢部智）
- 妄想少女（葛本光宏）
- Radio Misty 特別版 クリスマス&バレンタイン ショート・ドラマ Dear…（トナカイ、店長、タクシー運転手、カンちゃん）
- LOVE SO LIFE（早見直）
- らんらんコミックドラマCD（ろん）
- レンタル執事 キャラクターCD（天上天河）
- わ!（杜若鵠太）

2011年
- アブナイ恋の万葉集
- いっしょにごはん。 3・5・6（鳥山揚介）
- 浮雲亭物語 二席〜素直になれなくて2011――秋 ドーナツは揚げたてがおいしい〜篇（子雲〈見習い〉）
- うたの☆プリンスさまっ♪ シリーズ（来栖翔）
  - うたの☆プリンスさまっ♪ SSディスク
  - うたの☆プリンスさまっ♪ Debut ユニットドラマCD 藍&那月&翔

- 俺たちに翼はない 3rd Season 特別編
- カーニヴァル シリーズ（无）
  - カーニヴァル ヴィント
  - カーニヴァル ヴァントナーム

- 花想少女〜Lip-Aura〜 シリーズ（イリヤ・マーシェル）
  - 花想少女〜Lip-Aura〜 モノローグCD・イリヤ編
  - 花想少女〜Lip-Aura〜

- クラノア〜cry no more,smile for me（ナナ）
- 恋してキャバ嬢 デートCD Vol.1（橘颯太）
- コープスパーティー Book of Shadows プロジェクト・ドーリーズ 前後編（持田哲志）
- 失恋ショコラティエ Vol.2（小動爽太）
- Scared Rider Xechs サマー・モーション333（鞍馬ヒロ）
- つくものがたり ドラマCD 野郎がたり（小森賢児）
- 停電少女と羽蟲のオーケストラ シリーズ（橘）
  - 真夏ノ雪虫
  - 未ダ見ヌ母ヘ
  - 番頭茶屋計画
  - 最終楽章：光（男）

- 伝説の勇者の伝説 キャラクターフィーチャリングCD ライナ編（少年）
- パラ☆ラボ放送局 ドラマ&DJCD 第1巻（雲出紘音）
- 遙かなる時空の中で5 夜明け前 弐（桐生祟）
- 不思議の国のアリス〜Alice in Wonderland〜（帽子屋）
- ボクたちオトコの娘 シリーズ（櫻井瀬里）
  - アイドルデビュー編
  - ドキドキ☆サマーハプニング編

- ほしいもパラダイス2 〜万能ネギ男を救出せよ!〜（万能ネギ男、アジのチンピラキ）
- めくるめく（有國夲四郎）
- 猛獣使いと王子様 ドラマCD 〜最強の花婿大作戦〜（ルシア）
- わるもの（笑）シリーズ 狼はつらいよ 肉☆欲 編（狼）

2012年
- 偉人アイドルプロジェクト 歴sing♪ 第1 - 3巻（岡田以蔵）
- いっしょにごはん。あらかると シリーズ（鳥山揚介）
  - 米田 光
  - 辛澤 澪
  - 多摩 卵丸
  - 鳥山 揚介
  - 大豆 納

- 浮雲亭物語 四席 新春!浮雲亭大喜利 〜師匠の一番長い日〜篇（子雲〈見習い〉）
- オトメのミカタ2（雪村聖）
- カーニヴァル シリーズ（无）
  - カーニヴァル 煙の館
  - カーニヴァル クロノメイ

- 天使×悪魔 2ndシーズン ドラマCD1（サンダルフォン）
- Scared Rider Xechs リュウキュウヒーローアドベンチャー（鞍馬ヒロ）
- 佐藤家へようこそ!〜スーパーフレッスィを出てまっすぐ徒歩7分〜（佐藤勇太）
- ヒメヒメ ぶっきんぐ!（浅生桃太）
- BLACK WOLVES SAGA -Last Hope- Song collection 「Tears」（リッチー）
- ペンギンゑにし シリーズ（千鳥種）
  - 第一譚 迷子ゆうれい
  - 第二譚 少女神隠し
  - 第三譚 天狗草紙
  - 駅前交番 牡丹餅どろぼう

- ボクたちオトコの娘 〜まさかの!ス・キャ・ン・ダ・ル編〜（櫻井瀬里）
- 猛獣使いと王子様 〜Snow Bride〜 ドラマCD 〜想い出の花〜（ルシア）
- ラグナロクオンライン 10thアニバーサリードラマCD 〜帰ろう、プロンテラへ〜（テッド）
- ワルキューレロマンツェ 少女騎士物語 ドラマCD第1巻（カイル・L・オルブライト）

2013年
- IvRADIO（織田譲） ドラマCD版
- 乙女執事 〜乙女執事が乙女専用CDを作ってみた〜（雪村聖）
- カーニヴァル シリーズ（无）
  - カーニヴァル それぞれの時
  - カーニヴァル 選ぶべき道
  - カーニヴァル キャラ&CD（オリジナルドラマCD+ニャンペローナモバイルスタンド）

- 死選組 〜あやかし雪月花〜 死選組誕生編（豊富昭秀）
- 進撃の巨人特典ドラマCD サシャの怒濤の料理バトル編!!（コニー・スプリンガー）
- Scared Rider Xechs ハーモニー・エクスプロージョン（鞍馬ヒロ）
- STORM LOVER 2nd シリーズ（五十鈴一久）
  - 臨海学校、その夜
  - ナンバーワン執事を決めろ

- 戦国IXA ドラマCD -絆-（徳川家康・松平元信・竹千代）
- ダンボール戦機 戦士たちの休息（大空ヒロ）
- 停電少女と羽蟲のオーケストラ シリーズ（橘）
  - 劇場版 停電少女と羽蟲のオーケストラ 深淵からの招待状
  - 停電少女と羽蟲のオーケストラ 絶華ノ章
  - 停電少女と羽蟲のオーケストラ 停電刀匣

- 忍たま乱太郎 ドラマCD 三年生の段（三反田数馬）
- NORN9 ノルン+ノネット ドラマCD 〜暗闇の三つ巴劇〜（市ノ瀬千里）
- 白虎隊 志士異聞記 音盤 其の壱・其の弐（山本十和子）
- PHANTASY STAR ONLINE2 〜Project ドリームアークス!〜（アフィン）
- 腐女子執事×乙女執事 2 ドキドキバレンタイン（雪村聖）
- プリンス・オブ・ストライド オーディオドラマ LET THE WIND BLOW（門脇歩）
- プリンスPia♥キャロット 〜アプローチディスク〜（等々力嵐士）
- ボクたちオトコの娘 〜ハートがハラハラ★小悪魔ちゃん登場 編〜（櫻井瀬里）
- ドラマCD 宮河家の空腹 〜宮河ひなたの一日〜（営業マン）
- ラグナロクオンライン 10thアニバーサリードラマCD 〜ニブルヘイム狂詩曲〜（テッド）

2014年
- 当て屋の椿 ドラマCD 狛犬の行方編（鳳仙）
- アニメイトで聞きました! ファンタジー彼氏 〜Dive into Fairy Story〜（ピーターパン）
  - Vol.1 ピーターパン from『ピーターパン』
  - Vol.2 キャプテン・フック from『ピーターパン』

- 偉人アイドルプロジェクト 歴sing♪ シリーズ（岡田以蔵）
  - 偉人アイドルプロジェクト 歴sing♪ 〜セカンド・シーズン にゃあ!〜
  - 偉人アイドルプロジェクト 歴sing♪ 〜セカンド・シーズン ちゅう!〜
  - 偉人アイドルプロジェクト 歴sing♪ 〜セカンド・シーズン じゃき!〜
  - 偉人アイドルプロジェクト 歴sing♪ 〜セカンド・シーズン ぼっちり!〜

- オズと秘密の愛 最後の扉（ケイサ）
- カーニヴァル シリーズ（无）
  - カーニヴァル 明日の約束
  - カーニヴァル 再会

- 月蝕のエゴイスト-愛しすぎて、壊したい- 〜緋色の空〜（天野逸聖）
- SERVAMP-サーヴァンプ- 吸血鬼だらけの夏休み（有栖院御園）
- 戦国IXA -絆- 其ノ弐（徳川家康）
- 東京レイヴンズ ドラマCDパック（百枝天馬）
- ペンギンゑにし 第四譚 雪だるま（千鳥種）
- MANSHIN荘シークレットサービス シリーズ（折笠健）
  - MANSHIN荘シークレットサービス Karte.1
  - MANSHIN荘シークレットサービス Karte.2 恐怖！ 廃病院に突入せよ！

- 密着CD MORE vol.3 とあるカメラマンの場合（喜多見景）
- 猛獣使いと王子様 ドラマCD 〜パン屋☆パニック!〜（ルシア）

2015年
- うちの妻ってどうでしょう？（僕）
- かつて魔法少女と悪は敵対していた。（アルキオネ）
- カレイドイヴ ウェディングCD Vol.1・2・5（鷹宮大地）
- SERVAMP-サーヴァンプ- 吸血鬼だらけの冬休み（有栖院御園)
- スカーレッドライダーゼクス ドラマCD7 GREAT LAG TIME SHOW（鞍馬ヒロ）
- 忍たま乱太郎 ドラマCD は組の段〜上巻〜（三反田数馬）
- ハンサム落語〜宵語り〜（佐夜）
- PHANTASY STAR ONLINE2 〜アイドル・カプリッチオ〜（アフィン）
- マシュー先生の甘辛ダイエットプログラム 餅のち白ブタときどきネコ（持賀大祐）
- まほう×少年×Days!!!!! 第1 - 2巻（ヒカル）
- MANSHIN荘シークレットサービス 〜スクール×スクランブル！ 星ノ森学園に潜入せよ！〜（折笠健）
- 猛獣使いと王子様 ドラマCD 〜猛獣劇場リターンズ〜（ルシア）
- 夢王国と眠れる100人の王子様 スノウフィリアの夏休み（シュニー）
- Love Cuisine 〜モンスターズ・レシピ〜 Vol.5 - 6（ホルス・ケベフト）

2016年
- SERVAMP-サーヴァンプ- 吸血鬼だらけの春休み（有栖院御園)
- 忍たま乱太郎 ドラマCD は組の段〜中巻〜（三反田数馬）
- TVアニメ「プリンス・オブ・ストライド オルタナティブ」オーディオドラマ TAKE A DAY OFF（門脇歩）
- 百花百狼 〜戦国忍法帖〜 ドラマCD「草枕奇談」（黒雪）
- Z/X -Zillions of enemy X- NF DramaCD (7)「ぶらり湯けむり温泉紀行」（天王寺飛鳥）

2017年
- 無職転生 〜異世界行ったら本気だす〜 転移迷宮編（ルーデウス）
- 暁のヨナ 斉国編1 寄せ集めの砦（ゼノ）
- 暁のヨナ 斉国編2 君のもとへ（ゼノ）

2019年
- 豪華列車アルデバラン〜7泊8日の恋人〜（前川駿）

2020年
- 警視庁 特務部 特殊凶悪犯対策室 第七課 -トクナナ-「ドラマCD七課イン・ザ・パーティvol.1」（七月清司）
- とんでもスキルで異世界放浪メシ（ドラちゃん）※ノベルス第8巻ドラマCD付き特装版

2021年
- ドラマCD「メイドラゴンたちの日常」（会田タケト）

### BLCD
2004年
- 締め切りのその前に!?（都筑智久）
- 帝国千戦記（朱緋真）
- ブレックファースト・クラブ（竹中）
- ぼくらの運勢「制服とあなた」（杉浦）

2005年
- 王子様☆ゲーム（華月）
- 可愛いひと。V（杉山拓美）
- さあ 恋におちたまえ3（男子生徒1）
- STAMP OUT -First Shot-（鈴木雪也）
- 月に狼（月代）
- 誘惑 シリーズ（吉田忍）
  - 誘惑
  - 誘惑-セカンドステージ-

- ワガママだけど愛しくて シリーズ（安達秀治）
  - ワガママだけど愛しくて
  - ワガママだけど愛しくて2

2006年
- 蒼い海に秘めた恋（キール・ルメリオ）
- 主のおおせのままに/接吻禁断症状中（優）
- エゴイスト・プリンス（少年）
- 〜学園エンペラー〜愛してみやがれ!!（高円寺馨）
- JUNK!BOYS（須原あやめ）
- STAMP OUT -Another World- 田中純哉編（鈴木雪也）
- 特別レッスンは真夜中に（三条正巳）
- 君も知らない邪恋の果てに（長妻蕗苳）
- 花ムコさん（艸田律）
- ビター・ヴァレンタイン（天野克彦）
- 誘惑-ファイナルステージ-（吉田忍）

2007年
- あなたの隣に座らせて（吉野亜澄）
- 守護霊様に憑いてコイ（果林）
- 天使の啼く夜（志水）
- 東京・心中（湊あきな）
- honey（雪村史緒）
- 不実な恋ならたまらない -浪漫神示-（土岐捨郎）
- 仄かな恋の断片を（虎之介）
- 妖精学園フェアラルカ♥〜双子のシルフにご用心〜（トォル）
- ラブネコ（ミミオ）
- 恋愛操作（吉野亜澄）
- ワガママだけど愛しくて シリーズ（安達秀治）
  - ワガママだけど愛しくて 3
  - ワガママだけど愛しくて〜眠れる森のナツ〜

2008年
- 愛の深さは膝くらい（坂下昴）
- 永遠の七月（斉藤龍介）
- 恋する運命なのだから（北山和喜）
- 言葉なんていらない（佐原拓未）
- 息もできないくらい（佐原拓未）
- 華園を遠く離れて〜恋路&溺愛〜（長妻蕗苳）
- ほんと野獣 1（山瀬靖幸）
- 妖精学園フェアラルカ♥〜ダーリンは眠りの精〜（トォル）
- 恋愛操作 2（吉野亜澄）

2009年
- 犬も歩けば恋をする（小山篤）
- 元気あげたいっっ!〜Be☆Yell〜（橘元気）
- 小夜時雨の宿（田嶋）
- ねかせないで（三谷健人）
- ねがったりかなったり（綾部）
- ほんと野獣 2（山瀬靖幸）

2010年
- 愛くらいちゃんと（坂下昴）
- 犬も走って恋をする（小山篤）
- 男の子だもの!（水谷鷹兎）
- コミックDVD 大人になっても（三園）
- 兄弟の事情（水橋紬里）
- 黒衣の公爵（アンディ・サガ）
- 新説・源氏物語 -藤壺の章-（光源氏〈幼少期〉）
- Simple Tone（吉沢翔吾）
- ほんと野獣 3（山瀬靖幸）

2011年
- 犬は夢見て恋をする（小山篤）
- 是-ZE- FINAL（真鉄）
- 陽だまりに吹く風（高槻隼人）

2012年
- 恋人の事情（水橋紬里）
- できちゃった男子 ハーレム編（小比企波留日）
- 微熱の果実〜バタフライ・スカイ〜（勇気）
- ブサメン男子♂〜イケメン彼氏の作り方〜（小山内あゆむ）
- ヤンデレ天国（ヘブン）BL〜真誠学園家庭教師編〜（中臣瀬名）

2013年
- 愛の巣へ落ちろ!（青木翼）
- できちゃった男子 ハネムーン編（小比企波留日）
- ブサメン男子♂〜イケメン男子の作り方〜（小山内あゆむ）
  - 第2弾 「新たなるイケメン」
  - 番外編 「なつらぶ」
  - 第3弾 「歪んだ四角関係!?」

- ブラザー★シャッフル!（桜井マフユ）
- ポルノスーパースター（山下透）
- Mr.シークレットフロア〜小説家の戯れなひびき〜（相葉卓斗）

2014年
- できちゃった男子 ハングリー編（小比企波留日）
- デビルズハニー（吉野実）
- 花とうさぎ（梶山亮太）
- ブサメン男子♂〜イケメン彼氏の作り方〜（小山内あゆむ）
  - 番外編 「はるらぶ」
  - 第4弾 「それぞれの想い」

2015年
- 嘘つき溺愛ダーリン（秋山睦実）
- ごめんね ♥ アイドルくん（結川元気）
  - おやすみアイドルくん

- 新装版 Nobody Knows（ヒロ）
- できちゃった男子 波留日編（小比企波留日）
- ブサメン男子♂〜イケメン彼氏の作り方〜 番外編「ふゆらぶ」（小山内あゆむ）
- やたもも（モモ）

2016年
- できちゃった男子 波留日のカレシ編（小比企波留日）

2018年
- キューピッドに落雷（永田慎吾）
  - キューピッドに落雷 追撃

2019年
- シークレット✕✕✕（生嶋翔平）
- やたもも2（モモ）

### 朗読・シチュエーションCD
Gakken
- 憧れのお店屋さんCD vol.3 憧れのアロマショップ編
- 憧れのシチュエーションCD vol.2 褒められたいっ
- 憧れのデートCDシリーズ vol.6 彼と過ごす人生のデートアルバム編
- 恋するヒーローラジオ vol.1 - 3
- 助手席彼氏CD vol.6 人気俳優とお忍び?ドライブ旅行〜混浴添い寝付き!〜
- ふたりで一緒にシリーズ 一緒にクッキング vol.1 幼なじみの男の子
- ふたりで一緒にシリーズ 一緒にダイエット vol.6 ボクササイズ編

ひつじぐも
- 雨枕 03.未喜 〜彼の腕で雨やどりしながら囁かれてネムネムしちゃう小さな恋物語〜（如月未喜）
- シノバズセブン 03.未喜（如月未喜）

Rejet
- ALICE=ALICE Vol.5 キング[431]
- 一世風靡-逆転大奥恋絵巻- 第二幕 悦志[432]
- オズと秘密の愛 第三の鍵 ケイサ[433]
- -陰陽師幻夜録- 我が掌で眠れ Vol.1 熾月[434]
- クリミナーレ！ シリーズ
  - クリミナーレ！ Vol.6 カラ[435]
  - クリミナーレ！F Vol.6 カラ[436]
  - クリミナーレ！X Vol.3 カラ[437]
- 黒吉原メランコリア 第四夜 三井乙春[438]
- SACRIFICE シリーズ（ユージン[439]）
  - SACRIFICE Vol.1 ノエル
  - SACRIFICE Vol.2 ユキ
  - SACRIFICE Vol.5 ユージン
- 新撰組 勿忘草 シリーズ
  - 新撰組黙秘録 勿忘草 第四巻 藤堂平助
  - 新撰組血魂録 勿忘草 第伍巻 藤堂平助[440]
  - 新選組比翼録 勿忘草 第七巻 藤堂平助[441]
  - 新選組暁風録 勿忘草 第四巻 藤堂平助[442]
- 想望三國志 第六計 陸遜[443]
- 大正黒華族 第五章 クニエ[444]
- 蜜恋(ハニー)ライアー！？ Vol.5 玻璃ハルヤ[445]
- パラダイスo'ウィスパー Vol.3 きらる[446]
- FRESH KISS 100% 1st Twinkle リオン[447]
- ミッドナイトキョンシー 第四ノ封印 焔華[448]
- ミッドナイトキョンシー 天頂遊戯 第伍ノ封印 焔華[449]
- 明治吸血奇譚「月夜叉」 霜月の巻 レイガ[450]
- 明治吸血奇譚「月夜叉 紅」 睦月の巻 レイガ[451]
- MOTTO♥RIP ON MY PRINCE VOL.2 ショウタ 〜しびれる稲妻のKISS〜[452]
- 夜伽HoLiC 第六奏 ユミハリ[453]

TEAM Entertainment
- 初心カレ 大学デビュー男子 〜大樹編〜（五十嵐大樹）
- 禁断吸血鬼 〜白薔薇ノ王子〜（マテウス・フォン・ヴァイセヘルデンブルク）
- 忍び、恋うつつ シチュエーションCD 巻の参 〜我来也&真田幸影〜（我来也[454]）
- NORN9 ノルン+ノネット Trio DramaCD Vol.1（市ノ瀬千里[455]）

honeybee
- あやかしごはん もぐもぐCDシリーズ vol.1 謡くんとチキン南蛮もぐもぐCD（犬嶌謡[456]）
- 添い寝羊CD vol.4 要（男として見られたい年下の彼）  honeybee x BlackButterfly
- 旦那カタログ vol.5 今月の特集：年上旦那vs年下旦那（年下旦那・西宮真央）
- ハートサプリメントシリーズ vol.1 「涙時間」（雄也）
- ハートサプリメントシリーズ 「スキマタイム〜Sunday〜」（陽向）
- 羊でおやすみシリーズ vol.28 木漏れ日の下でおやすみ
- MESSAGE 4Uシリーズ vol.1 Happy Birthday to U（リオ・オルコット）

その他レーベル
- あなたがお風呂でのぼせるCD シリーズ（祖谷）
  - あなたがお風呂でのぼせるCD 〜温泉擬人化コレクション・シーズン2〜 第5弾 「祖谷編」
  - あなたがお風呂でのぼせるCD 〜温泉擬人化コレクション・シーズン2〜 フルドラマ「温泉だよ、全員集合!―恋の風に吹かれて―」前編・後編
  - あなたがお風呂でのぼせるCD 〜温泉擬人化コレクション・混浴編〜 第5弾 「道後&祖谷」
- 妖カシノ恋 第1巻 妖狐編（玉藻）
- アロマな彼氏 vol.5 バニラ 〜パティシエ志望の彼氏〜
- イタミツ -新人歯科医 シュウ-（御影シュウ[457]）
- いちばん・ときめく!CDシリーズ（蒔田春灯）
  - いちばん・ときめく!CDシリーズ 四季彼氏 Season:4 春
  - いちばん・ときめく!CDシリーズ 四季彼氏 二年目 4th Season:春
- うたの☆プリンスさまっ♪ ささやきCD 〜Sweet Holiday（来栖翔）
- かわのじでおやすみ（樫山京）
- 官能昔話3 〜怪談〜（番町皿屋敷）
- 心あたたまる物語 vol.2（〜ペット編〜「駅前のクロ」）
- 戦国武将物語 〜知将編 その弐〜（第五話「宇喜多直家物語」）
- 逃暴者 〜ナオヤ編〜（二宮尚哉）
- 取愛兄弟（芦川行斗）
- 七怪家族 第五巻 阿木（阿木[458]）
- ナナカミエール 第三、四巻（福禄寿）
- ね語男子 其の一、其の十三
- 箱詰めCD4 魔法使いと一緒に箱詰め
- Honeymoonシリーズ vol.6 伊波徹平（伊波徹平）
- Bathtime lovers VOL.05 年下の彼 KAZUNARI
- My Sweet Hubby vol.3 向坂 春（向坂春[459]）
- 蜜約の箱庭 -王子と籠の鳥- 第三弾 エーリヒ（エーリヒ[460]）
- ミラクル☆トレイン エスコートボイスCD 麻布十番 双葉
- 朗読劇 天魔の銀翼 〜敵は本能寺にあり〜（森蘭丸）
- 朗読CD「2010 コープスパーティー真冬の怪談会」（持田哲志）

### ラジオ・トークCD
- 嗚呼、クラスター学園! シリーズ
  - 嗚呼、クラスター学園! やっぱり強制補習
  - 嗚呼、クラスター学園! いきなり授業参観
- アスラクライン DJCD Vol.1
- おれつば振興会 夢ラジオ・俺たちに翼はNIGHT Vol.2、3
- カーニヴァルRadio -SPECIAL RECORD- ACT1
- きいちゃって藍蘭島 海龍神社放送局 DJし〜でぃ 第1、3巻
- QuinRose MIX.Radio! DJCD 第1、2巻
- クラノア放送委員会 シリーズ
  - クラノア放送委員会 ラジオCD Vol.1 - 4
  - クラノア放送委員会2010 ラジオCD Vol.01 - 04
- GJ部 天使恵のビルドアップするラジオ♪DJCD
- 近藤隆のももんがあッCD 下野紘の関
- 下野紘&梶裕貴のRadio Misty シリーズ
  - 下野紘&梶裕貴のRadio Misty DJCD vol.1 - 12.5
  - 下野紘&梶裕貴のRadio Misty DJCD Special
- 下野紘と伊瀬茉莉也の『ベン・トー』 RADIO 『ラジ・オー』 ラジオCD Vol.1、2
- 新パーソナルトークCD シリーズ
  - 新パーソナルトークCD 緑川光 ver.
  - 新パーソナルトークCD 堀内賢雄 ver.
  - 新パーソナルトークCD 檜山修之 ver.
- 鈴村&下野のキスよりすごい うた☆プリ放送室・放送局 シリーズ
  - 鈴村&下野のキスよりすごい うた☆プリ放送室 第1巻
  - お前のハートを愛で温めてあげる冬のDJCD 鈴村&下野のキスよりすごい うた☆プリ放送室
  - 鈴村&下野の共に愛を奏でる うた☆プリ放送室Debut Vol.1、2
  - 君に捧げる愛のDJCD「鈴村&下野の2人でも うた☆プリ放送局All Star
  - 鈴村&下野の愛を届ける うた☆プリ放送局 Vol.1、2
- STAMP OUT 2005夏コミ購入特典CD「朝まで語ろう IN ZAT」
- 谷山紀章のMr.Tambourine Man〜猪突猛進〜
- だから僕は、Hなラジオができない。Vol.1 - 3
- DJCD うたの☆プリンスさまっ♪ アニ店特急スペシャル2011冬
- DJCD 「NORN9 ノルン＋ノネット」WEBラジオ ノルラジ vol.1、2
- 停電ラジヲ シリーズ
  - 停電ラジヲ 万葉集 第一 - 三首
  - 停電ラジヲ戒 万葉集 来客篇
- バカとテストと召喚獣 文月学園放送部 Vol.1 - 12
- はてラジDJCD めざせ花園!全国編
- 貧乏神が!webラジオ もっと激しくお願いしますっっ!!
- 平川・下野が2人で一緒に頑張っちゃうよ!DJCD〜アニ・コンRadio VOICEきゃらびぃin大阪〜
- ファミ通キャラクターズDX〜ボクらのTVゲーム〜
- 間島淳司のMOMODACHI!CD 下野紘君
- WEBラジオ みつどもえラジオ「3ちゃんねる」
- モモっとトーク シリーズ
  - モモっとトーク・フルフルCD
  - モモっとトーク・スペシャルCD1
  - 高橋広樹のモモっとトーークCD 下野紘盤
- ラジオCD「進撃の巨人ラジオ〜梶と下野の進め!電波兵団〜」 Vol.1 - 8
- ラジオCD「ダイヤのA 〜ネット甲子園〜」 Vol.6、7
- ラジオCD「『東京喰種トーキョーグール』-グルラジ-」 Vol.2
- ラジオCD「ラジオ・機巧少女〜メインキャストは傷つかない〜」 Vol.1、2
- ラジオCD「レヴラジ〜東京レイヴンズラジオ〜」 Vol.2
- Rootのたこ壺 ラジオCD ぼりゅ〜む 1 - 3

### ラジオドラマ
- IvRADIO -アイラブレディオ-（織田譲）[467]
- ほしいもパラダイス〜乾物を越えた愛〜（万能ネギ男）

### デジタルコミック
- ヘタコイ（2008年、VOMIC） - 駒井静 役
- ほしのこ!（2010年、ガンガンONLINE） - 広井秋彦 役
- 雨色ココア（2013年 - 2016年、Android/iOS端末用発売電子マンガ） - 都倉碧 役
- 失恋ショコラティエ（2015年、UULAマンガ） - 小動爽太 役[468]
- ういらぶ。 -初々しい恋のおはなし-（2018年、dTV） - 和泉凛 役
- ヤンキー君と白杖ガール（2019年 - 2020年、KADOKAWAオフィシャルチャンネル） - 黒川森生 役[469][470]
- 怨霊奥様（2020年 - 2022年、BookLive! 公式YouTubeチャンネル） - 二ノ瀬陸 役
- 晴れのち四季部（2022年 - 2023年、CIELフルールチャンネル、2023年、カドカワストア.TV） - 野原日乃 役[471]
- すごいスマホ（2022年、ジャンプチャンネル） - 君 役
- 只野工業高校の日常 書き下ろしボイコミ（2023年、ヤンジャン漫画TV） - やっちん 役[472]）

### 吹き替え

#### 映画
- 移動都市/モータル・エンジン（ベヴィス〈ローナン・ラフテリー〉[473]）
- グッバイ・クリストファー・ロビン（クリストファー・ロビン〈アレックス・ロウザー〉）
- CHLOE/クロエ（マイケル・スチュアート〈マックス・シエリオット〉）
- ザ・スナイパー（クリス・キーン）
- スーパーマン（ジミー・オルセン〈スカイラー・ギソンド〉[474]）
- ツイスターズ（ブーン〈ブランドン・ペレア〉[475]）
- ハートビート（ジョニー〈ニコラス・ガリツィン〉）
- バービー（アラン〈マイケル・セラ〉[476]）
- ハリー・ポッターと炎のゴブレット（生徒）
- ファンタジー・ファクトリー（ライアン・フリン）
- ブルー きみは大丈夫（スライムボール[477]）
- リアル（チャン・テヨン〈キム・スヒョン〉）
- ワイルド・スピード/ジェットブレイク（アール〈ジェイソン・トビン〉[478]）

#### ドラマ
- アレックス・ライダー（トム・ハリス〈ブレノック・オコナー〉[479]）
- WITHOUT A TRACE/FBI 失踪者を追え! #83（レイ）、#132（クレイグ）
- ゲームシェイカーズ（ハドソン・ギンブル〈トーマス・クーク〉[480]）
- CSI:10 科学捜査班 #18（ギレルモ〈ルーカス・グラビール〉）
- シークレット・アイドル ハンナ・モンタナ #33（ルーカス〈スターリング・ナイト〉）
- FAMOUS IN LOVE（ジェイク・ソルト〈チャーリー・デピュー〉[481]）
- BONES シーズン4 #17（クリントン・ギルモア〈スペンサー・ブレスリン〉）

#### アニメ
- スター・ウォーズ/クローン・ウォーズ（ジェイボ・フッド）
- ターミネーター0（ケンタ[482]）
- ねこのガーフィールド（スニッカーズ[483]）
- 百妖譜（驚蟄）
- マスターオブスキル For the GLORY（秦天然[484]）
- RWBY（ジョーン・アーク[485]）

### ラジオ
※はインターネット配信。
2000年代
- リリーのアトリエ★うにぷにネット（2001年、ファミ通.com※）
- 高城元気と下野紘の元気&紘の半熟革命（2001年 -、声優Wave※）
- 一貴・紘のWeb帝国千戦記（2003年、webラジオ※）
- VOICE CREW（2003年 - 2004年、NACK5）
- ファントム・ブレイブ×ラジオ（2003年 - 2004年、ラジ＠※）
- Rootのここ壺ラジオ（2004年 - 2007年、MOTTO!ENTERTAINMENT※）
- らいおんのプチ壺ラジオ（2005年 - 2006年、webラジオ※）
- 嗚呼、クラスター学園!（2005年 - 2006年、BEAT☆Net Radio!※）
- 紘と拓篤の俺たちのベシャリ場（2005年 - 2006年、アニメイトTV※）
- Rootのアニ壺ラジオ（2006年、アニメイトTV※）
- スクウェア・エニックスPresents 週刊ラジマガ編集部（2006年 - 2008年、ラジオ大阪、スクエニ公式サイト内※、音泉※）
- 下野紘&梶裕貴のRadio Misty（2008年 - 2010年、インターコミュニケーションズ公式サイト内※）
- クラノア放送委員会（2009年 - 2010年、クラノア公式サイト内※）
- レンタル執事 -天河の猫の手も借りたい・バトラジ-（2009年、アニメイトTV※）
- こちら聖機師放送局!（2009年 - 2010年、音泉※）
- RADIO小宇宙通信（2009年、「聖闘士星矢 THE LOST CANVAS 冥王神話」公式サイト内※）
- バカとテストと召喚獣 文月学園放送部（2009年 - 2012年、2014年、音泉※）

2010年代
- 平川・下野の君のためなら頑張っちゃうよ! アニ・コンRadio VOICEきゃらびぃ（2010年、2011年、アニメイトTV※）
- みつどもえラジオ「3ちゃんねる」（2010年 - 2011年、ランティスウェブラジオ※、音泉※、HiBiKi Radio Station※）
- 鈴村&下野のキスよりすごい うた☆プリ放送室（2010年、アニメイトTV※）
- 機巧少女は傷つかない Facing “Radio Party”（2010年、音泉※）
- 探偵オペラ ミルキィホームズ特番 怪盗帝国会議!（2010年、HiBiKi Radio Station※）
- ドラクラジオ!二人のロスト・プレシャス（2010年 - 2011年、HiBiKi Radio Station※）
- 神のみぞ知るセカイ〜落とし神Calling you〜（2011年、2013年 - 2014年、音泉※）
- 梶裕貴×下野紘『いっしょにごはん。』CD発売記念特番!（2011年、ニコニコ生放送※）
- 下野紘と伊瀬茉莉也の『ベン・トー』 RADIO 『ラジ・オー』（2011年、HiBiKi Radio Station※）
- 無責任艦長タイラーBlu-ray BOX発売記念ラジオ『タイラー無責任同好会』第2回（2011年、音泉※）
- 鈴村&下野の共に愛を奏でる うた☆プリ放送室Debut（2012年、アニメイトTV※）
- 梶裕貴×下野紘『いっしょにごはん。あらかると』ドラマCD発売記念放送“二杯目”!（2012年、ニコニコ生放送※）
- だから僕は、Hなラジオができない。（2012年、音泉※、HiBiKi Radio Station※）
- もっと激しくお願いしますっっ!!（2012年、アニメイトTV※）
- 花とゆめ 男子会!?らじお（2012年 - 、音泉※）
- 下野&羽多野の『歴sing♪レディオ』（2012年・2013年、高知放送、アニメイトTV※）
- 鈴村&下野の2人でも うた☆プリ放送局All Star（2012年、アニメイトTV※）
- カーニヴァルRadio（2013年、アニメイトTV※）
- 戦勇。ラジオ勇者通信（2013年、ニコニコ生放送※、音泉※、HiBiKi Radio Station※）
- 進撃の巨人ラジオ 〜梶と下野の進め!電波兵団〜（2013年 - 2015年、2017年、2018年、2020年、2021年、音泉※）
- 間島淳司・下野紘の男気サンシャイン（2013年・2014年、HiBiKi Radio Station※）
- 鈴村&下野の愛を届ける うた☆プリ放送局（2013年 - 2014年、アニメイトTV※）
- ラジオ・機巧少女〜メインキャストは傷つかない〜（2013年 - 2014年、音泉※・アニメイトTV※）
- ダイヤのA 〜ネット甲子園〜（2014年 - 2016年、音泉※、HiBiKi Radio Station※）
- SKYLOCK RADIO -神々と運命の下野紘-（2014年、文化放送、超!A&G+※）
- 音泉キング＆音泉将軍 楽しいラジオ（2014年、音泉※）
- ノルラジ（2015年、音泉※）
- K of Radio 4th（2015年、アニメイトTV※）
- 『無彩限のファントム・ワールド』WEBラジオ「探偵ファントムスクープ」（2015年 - 2016年、音泉※）
- 文化放送モバイルplus presents 下野紘の生放送！〜もうすぐ「リアル-REAL-」発売しちゃうぞSPECIAL〜（2016年、超!A&G+※）
- 鈴木達央・下野紘のスカーレッドライダーゼクス LAG放送局（2016年、dアニメストア※、アニメイトタイムズ※）
- 文化放送モバイルplus presents 下野紘の生放送！〜遂に2nd single「ONE CHANCE」発売しちゃうぞSPECIAL〜（2016年、超!A&G+※）
- TVアニメ『多田くんは恋をしない』多田珈琲店でほっとひと息（2018年、音泉※）
- 鈴村&下野の帰ってきた! うた☆プリ放送局（2018年、アニメイトタイムズ※）
- 音泉キング「下野紘」のラジオ きみはもちろん、＜音泉＞ファミリーだよね?（2018年 - 、音泉※）
- 下野紘・巽悠衣子の小説家になろうラジオ（2018年 - 、文化放送）
- TVアニメ「鬼滅の刃」公式WEBラジオ 鬼滅ラヂヲ（2019年 - 2020年、音泉※）
- TVアニメ「アフリカのサラリーマン」社畜のみなさんの為のラジオです（偶数回）（2019年、音泉※）

2020年代
- ラジオでもはたらく魔王さま!!（2022年、超!A&G+※・YouTube※）
- 鴨の音（2022年 - 2024年、文化放送）
- 下野紘ひとりらじお（2023年 - 、音泉※）
- READING WORLD（2024年 - 〈予定〉、文化放送）

### ナレーション
- あにてれ Presents アニソ〜ンぷらす+（2010年 - 2012年）
- NHKニュースおはよう日本 「朝ごはんの現場」コーナー（2018年[493]）
- CDTVライブ!ライブ!（TBS、2020年 - 、ナレーション、ライブハウスの声）
- Musicる TV（テレビ朝日、2020年4月28日 - 5月5日、ナレーション）
- アンタッチャブルのおバカワいい映像バトル（フジテレビ、2020年 - 、ナレーション[494]）
- 東京リベンジャーズ 特報（2021年[495]）
- 超無敵クラス（日本テレビ、2021年 - 、ナレーション）
- ブルー きみは大丈夫 ティザー予告（2024年[496]）

### テレビ番組
※はインターネット配信。※レギュラー番組のみ。
- 下野紘の無責任防衛隊!（あっとボイスTV※）
  - 下野紘の無責任防衛隊!（2006年9月 - 12月）
  - 下野紘の無責任防衛隊!そして宇宙へ!!（2007年4月 - 2009年4月）
- Club AT-X しもがめ（2012年1月1日 - 2015年3月15日、AT-X） - MC
  - しもがめ（2015年4月4日 - 、AT-X）
- あにむす!（2014年8月7日 - 10月30日、テレビ東京） -「下野's Bar」コーナー
- 声優だって旅します（2016年2月6日 - 2月27日、アニマックス）
- 小野下野のどこでもクエスト（2018年7月5日 - ）
- 声優と夜あそび 2nd（2019年4月10日 - 3月11日 AbemaTV）※水曜日パーソナリティ
- 声優と夜あそび2020〜2021、2023（2020年4月21日 - 2021年3月、2023年4月 - 、AbemaTV・アニメLIVEチャンネル）※火曜パーソナリティ[497]
- 声優と夜あそびウォーカーズ（2022年4月 - 2023年3月 AmebaTV）※オールロケ番組・土曜21時（1時間番組）
- アニソン!プレミアム!（2019年10月6日 - 、NHK BSプレミアム） - 10月・11月期MC
- 小野下野のどこでもクエスト2（2021年1月12日 - 、BS11）
- 2021 FNS歌謡祭 秋〜もう一度観たい名曲・名演〜（2021年10月6日、フジテレビ）
- 人志松本の酒のツマミになる話（2023年1月27日・7月21日、フジテレビ）

### 映像商品
- あいうらじお 完全版ディスク
- あっとボイスTV シリーズ
  - あっとボイスTV まるごとDVD ぷれ号
  - あっとボイスTV 下野紘の無責任防衛隊ON DVD I
  - あっとボイスTV まるごとここ壺DVD 1号
  - あっとボイスTV まるごとDVD 1 - 9号
- AD-LIVE 2015 第6巻
- AD-LIVE 2016 第6巻
- AD-LIVE 2018 第7巻
- AD-LIVE 10th Anniversary stage 〜とてもスケジュールがあいました〜（11月17日公演）
- Animelo Summer Live 2012 -INFINITY∞- 8.26
- Animelo Summer Live 2013 -FLAG NINE- 8.25
- 朗読館｢池袋ナイトアウルテールズ｣（鳴海、待鳥）[498]
- うたの☆プリンスさまっ♪ マジLOVE LIVE シリーズ
  - うたの☆プリンスさまっ♪ マジLOVE LIVE1000%
  - うたの☆プリンスさまっ♪ マジLOVE LIVE1000% 2nd STAGE
  - うたの☆プリンスさまっ♪ マジLOVE LIVE 3rd STAGE
  - うたの☆プリンスさまっ♪ マジLOVE LIVE 4th STAGE
  - うたの☆プリンスさまっ♪ マジLOVE LIVE 5th STAGE
  - うたの☆プリンスさまっ♪ マジLOVE LIVE 6th STAGE
- おおきく振りかぶって 〜オレらの夏は終わらない〜
- オトメイトパーティー 2014・2015
- 梶裕貴のフェイス! Vol.2
- QuinRose MIX. 〜2008.May〜 イベントDVD
- QuinRose MIX. 〜2009.February〜 イベントDVD
- 下野紘&梶裕貴のRadio Misty シリーズ
  - 下野紘&梶裕貴のRadio Misty 特別編
  - 下野紘&梶裕貴のRadio Misty 〜はじめての公開録音編〜
  - 下野紘&梶裕貴のRadio Misty 2nd LIVE
  - 下野紘&梶裕貴のRadio Misty 特別編2 僕らの大江戸温泉物語
  - 下野紘&梶裕貴のRadio Misty 第4回公開録音
- 下野紘のおもてなシーモ！ 第1 - 7巻
- 下野紘のほぼはじめまして 第1 - 6巻
- JAPAN乙女♥Festival 2
- 人狼バトル 〜人狼VS探偵〜
- スカーレッドライダーゼクス TANABATA GIG 2012 黄金の織姫たちへ
- STORM LOVER シリーズ合同バカップル祭イベントDVD
- 諏訪部順一のとびだせ!!のみ仲間 Vol.1
- 声優育成バラエティ下野ゼミナール 上巻・下巻
- 声優だって旅します VOL.3
- 声優だって旅します スペシャルイベント-声優だって旅しました！旅の思い出は○○だったね-
- ツダケンロードショーはてるまでラジオ 全国編 DVD（妖精）
- 停電少女と羽蟲のオーケストラ 停電夏祭り
- 停電少女と羽蟲のオーケストラ 〜いざ宵、オルケストラ。〜
- テイルズ オブ フェスティバル 2008 + ビバ☆テイルズ オブ
- テイルズ オブ フェスティバル 2011
- テイルズ オブ フェスティバル 2013
- デュラララウンジ!! in パシフィコ横浜
- 東京乙女レストラン シーズン2 Vol.2
- 中川かのんstarring東山奈央 1st コンサート2012 Ribbon Revolution
- ネオロマンスシリーズ
  - ライブビデオ ネオロマンス♥フェスタ 遙か祭2011 〜桜花恋模様〜
  - ライブビデオ ネオロマンス♥フェスタ 遙か祭2012
  - バラエティDVD 遙かなる時空の中で5 八葉爛漫2
- バー 姐朋友 第1 - 2巻
- 裸の時間〜若き才能〜 声優・下野紘
- ヒロちゃんヒャダちゃん きまグルTV シリーズ
  - ヒロちゃんヒャダちゃん きまグルTV 第一章 唐揚げ、そして伝説へ…
  - ヒロちゃんヒャダちゃん きまグルTV 第二章 時、限られし者たち 〜沖縄の章〜[499]
  - ヒロちゃんヒャダちゃん きまグルTV 第三章 下野、下野市への帰還
- MAMORU MIYANO LIVE TOUR 2012-13 〜BEGINNING!〜（宮野家の大晦日）
- ラーゼフォン a prelude 前奏曲
- ラーゼフォン 多元変奏曲 前売り券付きスペシャルDVD
- ラブルートゼロ コイゴコロ咲く花

### 舞台
- 神々のいたずらPRESENTS公演「敏腕組!」（2009年12月26日・27日）
- 朗読劇 私の頭の中の消しゴム7th letter（2015年4月2日・3日）
- 朗読音楽劇『ACCA13区監察課〜 piece of mind 〜』（2017年8月6日）
- リーディングドラマ「シスター」（2018年3月23日[500]）
- QUICK DRAW（2018年4月20日 - 22日[501]）
- クロジ『ポリトゥスの蟲』（2019年7月3日 - 7日）
- プレミア音楽朗読劇 『VOICARION 帝国声歌舞伎〜信長の犬〜』team信（2020年9月11日）
- 朗読音楽劇『ACCA13区監察課〜 Regards, 〜』（2020年11月8日）
- ひとりしばい『ラルスコット・ギグの動物園 クレバオーヌ編』（2020年11月28日）
- 演劇の毛利さん -The Entertainment Theater Vol.0 リーディングシアター『夜間飛行』『星の王子さま』（2021年1月9日）
- プレミア音楽朗読劇『VOICARION 大阪歴史絵巻 孔明最後の一夜』（2021年1月16日 - 1月17日）
- 詠唱劇「新本格魔法少女りすか」（2021年6月15日）朗読・供犠創貴[502]
- 朗読×和楽器『天守物語』2023（2023年12月2日）[503]
- 朗読劇『むかしむかしあるところに、死体がありました。』（2024年4月20日）[504]
- BRILLIANT HOTELS Luxurious reading theater（2024年7月6日）[505]
- 朗読劇 READING WORLDユネスコ世界記憶遺産 舞鶴への生還『約束の果て』（2024年8月10日・11日）[506]
- 朗読劇『瓶詰めの海は寝室でリュズタンの夢をうたった』〜トノキヨの夏休み〜（2024年9月28日）[507]
- READING WORLD 世界文化遺産 下鴨神社 朗読劇『鴨の音 第五夜』（2024年10月26日・27日）[508]
- 青山オペレッタ THE STAGE 〜ピエナ・クラシコ / 始まりの刻〜（2024年11月21日 - 27日）[509]
- 平家物語 -胡蝶の被斬-（2025年3月14日 - 17日）[510]
- 朗読劇『告白 コンフェッション』（2025年6月29日〈予定〉、I'M A SHOW）[511][512]
- 朗読劇 READING WORLD ユネスコ世界記憶遺産 舞鶴への生還『約束の鎮魂歌』（2025年8月2日〈予定〉、舞鶴市総合文化会館）[513]

### 実写映画
- 私の優しくない先輩（2010年、南愛治の同級生）※友情出演
- クロノス・ジョウンターの伝説（2019年春） - 主演・吹原和彦 役

### ドラマ
- プロデューサーK（2018年4月27日 - 、Amazon、GYAO!にて配信） - D中野恭介 役
- ぴぷる〜AIと結婚生活はじめました〜（2020年5月19日 - 6月30日、WOWOWプライム）※声の出演
- レッドアイズ 監視捜査班（2021年1月23日 - 3月27日、日本テレビ系）※声の出演
- ひねくれ女のボッチ飯（2021年7月2日 - 8月20日、テレビ東京） - ホワイトホースの声[514]
- 問題物件 第5話（2025年2月12日、フジテレビ） - 岡崎諒 役[515]

### CM
- タイトー 「ディズニー ミュージックパレード」TVCM（2021年、ナレーション[516]）
- 海上自衛官募集 ・海上自衛隊と海上自衛官篇・海から守る仕事篇・空から守る仕事篇・海上自衛官の可能性篇（2021年、ナレーション[517]）
- 前田工繊TVCM（2021年、ナレーション[518]）
- ブルボン「濃厚チョコブラウニー」（2021年） - アニメーションTVCM[519]
- アットホーム TVCM・住まいさがしはアットホーム ウォーリー篇・売買の検索もアットホーム ウォーリー篇（2022年、ナレーション[520]）
- ウィッシュ TVCM（2023年、ナレーション[521]）
- モンスト11周年記念キャンペーン「ひっぱれモン太くん」（2024年、オワタ[522]）

### PV
- 「ヒャダインのじょーじょーゆーじょー」PV（ミュージック・ビデオ）（友情出演）
- ローソン「からあげクン音頭2012 ヒャダインのリリリリ☆リミックス」PV（サポーターVOCAL、PV出演）
- バンダイ「神羅万象チョコ 七天の覇者」PV（白面のサイ）
- 「只野工業高校の日常」PV（2021年、やっちん[523]）
- 「MAO」連載100話達成・コミックス累計100突破記念ダイジェストムービー（2021年、百火[524]）
- 「私より強い男と結婚したいの」PV（2022年、小暮秋良[525]）
- 「婚約破棄の十分前に、前世を思い出しました」PV（2022年、エリック・レイ・フォンドヴォール[526]）
- 「光が死んだ夏」PV第2弾（2022年、ヒカル）

### 携帯コンテンツ
- アイ★チュウ（エヴァ・アームストロング）[527]）
- うたの☆プリンスさまっ♪ Shining Live（来栖翔[528]）
- 恋人はキャプテン（近藤遊星）
- 白猫プロジェクト（ゼロキス） iPhone/Androidアプリ
- Z/X PLAYER VOICE DEVICE（天王寺飛鳥） iPhone/Androidアプリ
- ゼッタイ☆スター for GREE（南雲総一郎）
- 戦国華咲く恋の陣（豊臣秀吉）
- 停電むすコラ（橘） iPhoneアプリ
- どうぶつのオーケストラ SMASH×SMASH II（ナレーション） iPhone/Androidアプリ
- TONOちゃんのしましまえぶりでぃ（みっちゃん）
- ナナイロ☆プロダクション〜どきどきボイスアクター〜（前山昴）
- ね語男子ライブ壁紙 下野紘編（猫） Androidアプリ
- 白虎隊 志士異聞記（山本十和子）
- 文豪とアルケミスト (トルストイ)
- ホストがカレシ!? 〜僕の恋愛基礎講座〜（袴田秋人）
- ミルキィ大富豪（かまぼこ） iPhone/Androidアプリ
- LINE プレイ（ミシェル[529]）
- ラブ☆レシピ〜恋のエッセンス〜（前川啓介）
- 恋愛×伝奇 転生学園（仁科麒一）
- 私が執事のご主人様 -執事と私の秘密の関係-（千秋空音）

### パチンコ・スロット機
- CR金田一少年の事件簿（佐木竜二）
- パチスロ 探偵歌劇 ミルキィホームズ TD　消えた7と奇跡の歌（ラット、かまぼこ[530]）

### その他コンテンツ
- うたの☆プリンスさまっ♪トレーディング音声入りマスコット〜すぴこっと〜（来栖翔）
- うたの☆プリンスさまっ♪マジLOVE1000% ボイスアラームクロック 来栖翔
- うたの☆プリンスさまっ♪ ボイスアラームクロック 来栖翔
- カーニヴァル一番くじ限定録り下ろしボイス（无）
- カーニヴァル10巻限定版+CDクロノメイ連動購入携帯限定キャストボイスメッセージ
- ガム彼!（柔華ふいつ）
- この世界がゲームだと俺だけが知っている（ソーマ） 第1巻購入特典DLオーディオドラマ[531]
- 島津斉彬と私（松木弘安） ※鹿児島県「尚古集成館」にて放映
  - 続・島津斉彬と私 タイムトラベル集成館〜松木くんの大砲講座〜（松木弘安）
- 少年サンデー「爆サン」 サンデーアニメ声優生ボイス目覚まし時計 A-37（桂木桂馬）
- 停電少女と羽蟲のオーケストラ すぴこっと（橘）
- 停電少女と羽蟲のオーケストラ 蛍茶屋 限定着ボイス（橘）
- 初恋アステリズム（久音逞真） 小学館GO!GO!スプリングフェア2013
- ムービック movin★onレーベル サウンドロゴ
- Mobage 「やきゅとも！」監督編 ショートアニメ（主人公）
- ゆりかもめ東京臨海新交通臨海線駅構内音声案内アナウンス（汐留駅）
- 朗読VR 下野紘編 第1 - 3巻[532]
- 藤やんうれしーの水曜どうでそうTV「水曜どうでしょうを声優が日本語吹き替えしてみた」（2020年、藤村忠寿/鈴井貴之役）
- サテライツ（2021年、ファル、GPS[533]）
- TRUE WIRELESS STEREO EARPHONES アニメ『僕のヒーローアカデミア』ヴィランモデル（2021年、荼毘[534]）
- 色彩検定協会「教えて!色彩先生」シリーズ（2022年 - 2024年、紫門[535][536][537]）

## ディスコグラフィ

### シングル
|            | 発売日         | タイトル     | 規格品番                        | 規格品番       | 規格品番                        | 規格品番   | オリコン 最高位 |
| 初回限定盤 | 発売日         | タイトル     | 通常盤                          | きゃにめ限定盤 | アニメ盤                        |            | オリコン 最高位 |
| ---------- | -------------- | ------------ | ------------------------------- | -------------- | ------------------------------- | ---------- | --------------- |
| 1st        | 2016年3月16日  | リアル-REAL- | PCCG-01514                      | PCCG-70311     | SCCG-00009                      |            | 4位             |
| 2nd        | 2016年8月31日  | ONE CHANCE   | PCCG-01540（A） PCCG-01541（B） | PCCG-70327     | SCCG-00013                      | 9位        |                 |
| 3rd        | 2017年4月19日  | Running High | PCCG-01589                      | PCCG-70365     | SCCG-00019                      | PCCG-70366 | 11位            |
| 限定       | 2019年3月20日  | sympathy     |                                 |                | SCCG-00035（A） SCCG-00036（B） |            |                 |
| 4th        | 2019年10月23日 | Soul Flag    | PCCG-01829                      | PCCG-70464     | SCCG-00041                      | PCCG-01830 | 12位            |

### アルバム
|            | 発売日        | タイトル      | 規格品番   | 規格品番       | 規格品番   | オリコン 最高位 |
| 初回限定盤 | 発売日        | タイトル      | 通常盤     | きゃにめ限定盤 |            | オリコン 最高位 |
| ---------- | ------------- | ------------- | ---------- | -------------- | ---------- | --------------- |
| ミニ       | 2018年3月14日 | Color of Life | PCCG-01644 | PCCG-01645     | SCCG-00025 | 8位             |
| 1st        | 2020年8月19日 | WE GO!        | PCCG-01872 | PCCG-01873     | SCCG-00046 | 5位             |

### タイアップ曲
| 楽曲          | タイアップ                                                 | 時期   |
| ------------- | ---------------------------------------------------------- | ------ |
| リアル-REAL-  | テレビ朝日系『BREAK OUT』2016年3月度オープニング・トラック | 2016年 |
| ONE CHANCE    | テレビ東京『アニメマシテ』2016年8月度オープニングテーマ    | 2016年 |
| Running High  | テレビアニメ『カブキブ!』オープニングテーマ                | 2017年 |
| Black Thunder | テレビアニメ『ニル・アドミラリの天秤』エンディングテーマ   | 2018年 |
| colors        | 舞台『QUICK DRAW』スペシャルタイアップソング               | 2018年 |
| Soul Flag     | テレビアニメ『アフリカのサラリーマン』オープニングテーマ   | 2019年 |

### 映像作品
|     | 発売日         | タイトル                                            | 規格品番   | 規格品番   | 規格品番                           |
| BD  | 発売日         | タイトル                                            | DVD        | きゃにめ盤 |                                    |
| --- | -------------- | --------------------------------------------------- | ---------- | ---------- | ---------------------------------- |
| 1st | 2017年3月8日   | 下野紘スペシャルステージ「ONE CHANCE」              | PCXP-50475 | PCBP-53275 | SCXP-00037 (BD) SCBP-00037 (DVD)   |
| 2nd | 2017年10月4日  | 下野 紘バースデーライヴイベント2017〜Running High〜 | PCXP-50519 | PCBP-53276 |                                    |
| 3rd | 2018年12月16日 | 下野紘ライヴハウスツアー2018 "Color of Life"        | PCXP.50605 | PCBP.53771 | SCXP.00074（BD） SCBP.00049（DVD） |

### 歌手参加作品
| 発売日         | 商品名                                     | 歌 | 楽曲                                           | 備考                                                 |
| -------------- | ------------------------------------------ | --- | ---------------------------------------------- | ---------------------------------------------------- |
| 2003年12月27日 | CLOVER                                     | Root | 「CLOVER」 「君がそばに居た（一期一会）」      |                                                      |
| 2006年4月21日  | 風夏                                       | Root | 「風夏」 「風夏(Arrangement version)」         |                                                      |
| 2017年10月25日 | 翼を持つ者 〜Not an angel Just a dreamer〜 | i☆Ris、井上あずみ、Wake Up, Girls!、内田真礼、串田アキラ、GRANRODEO、ささきいさお、下野紘、JAM Project、鈴木このみ、鈴村健一、竹達彩奈、茅原実里、TRUE、豊永利行、中川翔子、羽多野渉、堀江美都子、水木一郎、Minami、三森すずこ、May'n、米倉千尋 | 「翼を持つ者 〜Not an angel Just a dreamer〜」 | 日本動画協会「アニメNEXT_100」プロジェクト公式ソング |

### キャラクターソング
| 発売日   | 商品名 | 歌 | 楽曲                                                                                              | 備考 |
| 2003年   | 2003年 | 2003年 | 2003年                                                                                            | 2003年                                                                                                  |
| -------- | --- | --- | ------------------------------------------------------------------------------------------------- | --- |
| 10月22日 | Take Off! サウンドトラック&キャラクター                                                                       | 小此木優（泰勇気）、小宮山悦二（下野紘）、榊晴那（伊藤隼人） | 「ボクをさがして」                                                                                | ゲーム『Take off!』関連曲                                                                               |
| 2004年   | | |                                                                                                   | |
| 2月4日   | カレイドスター キャラクターヴォーカルアルバム 〜みんなの すごい キャラソン〜                                  | ケン・ロビンス（下野紘） | 「Lightning Girl」                                                                                | テレビアニメ『カレイドスター』関連曲                                                                    |
| 2006年   | | |                                                                                                   | |
| 4月21日  | 俺たちのステップ ボーカルCD The Dreamers編                                                                    | 和磨左近（寺島拓篤）、相楽右京（下野紘） | 「Keep Your Dreams」                                                                              | ドラマCD『俺たちのステップ』テーマソング                                                                |
| 4月21日  | 俺たちのステップ ボーカルCD The Dreamers編                                                                    | 相楽右京（下野紘） | 「君の奇跡」                                                                                      | ドラマCD『俺たちのステップ』関連曲                                                                      |
| 12月22日 | 水の旋律2 緋の記憶 キャラクターソング Flame series III                                                        | 遮那（小西克幸）、柏木好春（下野紘） | 「Alone」                                                                                         | ゲーム『水の旋律2 緋の記憶』関連曲                                                                      |
| 2007年   | | |                                                                                                   | |
| 3月21日  | ながされて藍蘭島 恋してMAGIC SOUL PARTY "踊らされて ディスコ島"                                               | すず（堀江由衣）、行人（下野紘） | 「Siesta」                                                                                        | テレビアニメ『ながされて藍蘭島』関連曲                                                                  |
| 3月21日  | ながされて藍蘭島 恋してMAGIC SOUL PARTY "踊らされて ディスコ島"                                               | すず（堀江由衣）、まち（高橋美佳子）、あやね（千葉紗子）、りん（白石涼子）、ちかげ（伊藤静）、ゆきの（長谷川静香）、行人（下野紘） | 「宝物」                                                                                          | テレビアニメ『ながされて藍蘭島』関連曲                                                                  |
| 6月27日  | ながされて藍蘭島 恋してROCK'N'ROLL SHOWTIME "騒いじゃって ロック島"                                           | 東方院行人（下野紘） | 「愛しさが止まらない」                                                                            | テレビアニメ『ながされて藍蘭島』関連曲                                                                  |
| 6月27日  | ながされて藍蘭島 恋してROCK'N'ROLL SHOWTIME "騒いじゃって ロック島"                                           | すず（堀江由衣）、まち（高橋美佳子）、あやね（千葉紗子）、りん（白石涼子）、ちかげ（伊藤静）、ゆきの（長谷川静香）、行人（下野紘）、梅梅（生天目仁美）                                                                                                   | 「宝物〜Island Breeze〜」                                                                         | テレビアニメ『ながされて藍蘭島』関連曲                                                                  |
| 11月16日 | Shadow in sun                                                                                                 | マイセン＝ヒルデガルド（下野紘） | 「願いごと」                                                                                      | ゲーム『アラビアンズ・ロスト』関連曲                                                                    |
| 2008年   | | |                                                                                                   | |
| 3月5日   | ラスト・エスコート2 〜深夜の甘い棘〜 オリジナルサウンドトラック Vol.1                                         | 玲司（下野紘） | 「君へ続く道」                                                                                    | ゲーム『ラスト・エスコート2』関連曲                                                                     |
| 4月16日  | 陽だまりのゲート                                                                                              | 滝島彗（福山潤）、狩野宙（下野紘）、山本純（代永翼）、辻竜（堀江一眞） | 「陽だまりのゲート」                                                                              | テレビアニメ『S・A〜スペシャル・エー〜』エンディングテーマ                                              |
| 5月21日  | S・A〜スペシャル・エー〜 キャラクターシングル1 明・宙                                                         | 狩野宙（下野紘） | 「海の向こう」 「陽だまりのゲート 宙ソロver.」                                                    | テレビアニメ『S・A〜スペシャル・エー〜』関連曲                                                          |
| 7月16日  | Gorgeous 4U                                                                                                   | 滝島彗（福山潤）、狩野宙（下野紘）、山本純（代永翼）、辻竜（堀江一眞） | 「Gorgeous 4U」                                                                                   | テレビアニメ『S・A〜スペシャル・エー〜』オープニングテーマ                                              |
| 7月26日  | ラブルートゼロ キャラクターCD                                                                                 | ショコラ（下野紘）、キャンディ（宮田幸季） | 「恋する午後3時」                                                                                 | ドラマCD『ラブルートゼロ』関連曲                                                                        |
| 2009年   | | |                                                                                                   | |
| 1月31日  | Crimson Empire 〜Glace〜                                                                                      | マイセン＝ヒルデガルド（下野紘） | 「Solitary Dawn」                                                                                 | ゲーム『クリムゾン・エンパイア』関連曲                                                                  |
| 3月14日  | cry no more〜僕と君の世界                                                                                     | イチ（小野大輔）、ナナ（下野紘） | 「cry no more〜僕と君の世界」                                                                     | ラジオ『クラノア放送委員会』主題歌                                                                      |
| 6月26日  | 断罪のマリア キャラクターソングアルバム gran jubilee vo.2 迷宮の子羊編                                        | 御柱キリト（下野紘） | 「ちぎれ雲リフレイン」                                                                            | ゲーム『断罪のマリア』関連曲                                                                            |
| 7月31日  | LOVE&HEAVEN/blooming moon                                                                                     | ナナ（下野紘） | 「blooming moon〜ブルーミングムーン」                                                             | ゲーム『クラノア』関連曲                                                                                |
| 12月9日  | 俺たちに翼はない ドラマCD 2nd season イメージソングアルバム                                                   | 羽田鷹志（下野紘） | 「春を待てなくて」                                                                                | ドラマCD『俺たちに翼はない』関連曲                                                                      |
| 2010年   | | |                                                                                                   | |
| 1月9日   | 停電少女と羽蟲のオーケストラ 一輪花                                                                           | 柩（寺島拓篤）、橘（下野紘） | 「一輪花」                                                                                        | ラジオ『停電ラジヲ』オープニングテーマ                                                                  |
| 1月27日  | うたの☆プリンスさまっ オーディションソング3弾                                                                 | 来栖翔（下野紘） | 「オレサマ愛歌（ロンド）」                                                                        | ゲーム『うたの☆プリンスさまっ♪』関連曲                                                                  |
| 2月10日  | バカ・ゴー・ホーム                                                                                            | milktub、コーラス：バカテスオールスターズ | 「バカ・ゴー・ホーム」                                                                            | テレビアニメ『バカとテストと召喚獣』エンディングテーマ                                                  |
| 2月10日  | バカ・ゴー・ホーム                                                                                            | milktub、コーラス：バカテスオールスターズ | 「バカバッカロックンロール」                                                                      | テレビアニメ『バカとテストと召喚獣』関連曲                                                              |
| 2月24日  | うたの☆プリンスさまっ♪ オーディションソング4弾                                                                | 一ノ瀬トキヤ（宮野真守）、神宮寺レン（諏訪部順一）、来栖翔（下野紘） | 「無限のトリニティ」                                                                              | ゲーム『うたの☆プリンスさまっ♪』関連曲                                                                  |
| 2月24日  | バカとテストと召喚獣 キャラクターソングミニアルバム                                                           | 吉井明久（下野紘） | 「Fは無敵な合言葉」                                                                               | テレビアニメ『バカとテストと召喚獣』関連曲                                                              |
| 5月26日  | 無敵のTwinkle★Star                                                                                            | 鞍馬ヒロ（下野紘）、津賀ユゥジ（近藤隆） | 「無敵のTwinkle★Star」                                                                            | ゲーム『スカーレッドライダーゼクス』関連曲                                                              |
| 6月30日  | サウンドの☆プリンスさまっ♪                                                                                    | 一十木音也（寺島拓篤）、聖川真斗（鈴村健一）、四ノ宮那月（谷山紀章）、一ノ瀬トキヤ（宮野真守）、神宮寺レン（諏訪部順一）、来栖翔（下野紘） | 「Welcome to UTA☆PRI world!!」                                                                    | ゲーム『うたの☆プリンスさまっ♪』関連曲                                                                  |
| 9月22日  | まさか三卵性!?                                                                                                | 矢部智（下野紘）、丸井ふたば（明坂聡美） | 「先生はこども？子供はせんせい？」                                                                | ラジオ『みつどもえラジオ「3ちゃんねる」』エンディングテーマ                                             |
| 10月20日 | 猛獣使いと王子様 キャラクターソングアルバム                                                                   | ルシア（下野紘） | 「約束のReunion」                                                                                 | ゲーム『猛獣使いと王子様』関連曲                                                                        |
| 11月3日  | God only knows〜集積回路の夢旅人                                                                              | 桂木桂馬（下野紘） | 「集積回路の夢旅人」                                                                              | テレビアニメ『神のみぞ知るセカイ』イメージソング                                                        |
| 11月10日 | うたの☆プリンスさまっ♪ ハッピーラブソング3弾                                                                  | 来栖翔（下野紘） | 「コズミックRUNNER」                                                                              | ゲーム『うたの☆プリンスさまっ♪』関連曲                                                                  |
| 12月22日 | うたの☆プリンスさまっ デュエットドラマCD 3 那月&翔                                                            | 四ノ宮那月（谷山紀章）、来栖翔（下野紘） | 「GO!×2ジェットコースター」                                                                       | ゲーム『うたの☆プリンスさまっ♪』関連曲                                                                  |
| 2011年   | | |                                                                                                   | |
| 1月26日  | わが名は小学生                                                                                                | 矢部智（下野紘） | 「わが名はチェリーボーイ」                                                                        | テレビアニメ『みつどもえ』関連曲                                                                        |
| 2月9日   | うたの☆プリンスさまっ♪ SSディスク                                                                             | 一ノ瀬トキヤ（宮野真守）、神宮寺レン（諏訪部順一）、来栖翔（下野紘） | 「熱情 SERENADE」                                                                                 | ゲーム『うたの☆プリンスさまっ♪』関連曲                                                                  |
| 2月16日  | ぬらりひょんの孫 キャラクターCDシリーズ5 雪女/三羽鴉                                                          | 黒羽丸（下野紘）、トサカ丸（入野自由）、ささ美（小清水亜美） | 「3つの翼」                                                                                       | テレビアニメ『ぬらりひょんの孫』関連曲                                                                  |
| 3月23日  | The Scene of DRAGON CRISIS!                                                                                   | 如月竜司（下野紘）、ローズ（釘宮理恵） | 「starting」                                                                                      | テレビアニメ『ドラゴンクライシス!』関連曲                                                               |
| 3月23日  | The Scene of DRAGON CRISIS!                                                                                   | 如月竜司（下野紘）、ローズ（釘宮理恵）、七尾英理子（ゆかな） | 「Welcome to the Brand New World」                                                                | テレビアニメ『ドラゴンクライシス!』関連曲                                                               |
| 3月23日  | The Scene of DRAGON CRISIS!                                                                                   | 如月竜司（下野紘）、アイ（いのくちゆか） | 「beautiful beast」                                                                               | テレビアニメ『ドラゴンクライシス!』関連曲                                                               |
| 3月23日  | The Scene of DRAGON CRISIS!                                                                                   | 如月竜司（下野紘）、マルガ（堀江由衣）、アイ（いのくちゆか） | 「Fall in Love」                                                                                  | テレビアニメ『ドラゴンクライシス!』関連曲                                                               |
| 3月23日  | The Scene of DRAGON CRISIS!                                                                                   | 如月竜司（下野紘）、オニキス（神谷浩史） | 「Light and Shadow」                                                                              | テレビアニメ『ドラゴンクライシス!』関連曲                                                               |
| 3月23日  | The Scene of DRAGON CRISIS!                                                                                   | 如月竜司（下野紘）、ローズ（釘宮理恵）、オニキス（神谷浩史） | 「destiny」                                                                                       | テレビアニメ『ドラゴンクライシス!』関連曲                                                               |
| 3月23日  | The Scene of DRAGON CRISIS!                                                                                   | 如月竜司（下野紘） | 「Everlasting Flower」                                                                            | テレビアニメ『ドラゴンクライシス!』関連曲                                                               |
| 3月23日  | The Scene of DRAGON CRISIS!                                                                                   | 如月竜司（下野紘）、ローズ（釘宮理恵）、七尾英理子（ゆかな）、マルガ（堀江由衣）、アイ（いのくちゆか）、オニキス（神谷浩史） | 「curtain call」 「Everlasting Flower -大切な想い-」                                              | テレビアニメ『ドラゴンクライシス!』関連曲                                                               |
| 4月6日   | イナズマイレブン キャラクターソングオリジナルアルバム                                                         | フィディオ・アルデナ（下野紘）、マーク・クルーガー（中村悠一）、テレス・トルーエ（間島淳司）、エドガー・バルチナス（杉田智和） | 「栄光へのエール！」                                                                              | テレビアニメ『イナズマイレブン』関連曲                                                                  |
| 4月6日   | 神のみぞ知るセカイ Original Soundtrack                                                                        | 桂木桂馬（下野紘） | 「集積回路の夢旅人 feat.桂木桂馬」                                                                | テレビアニメ『神のみぞ知るセカイ』エンディングテーマ                                                    |
| 5月27日  | BINDINGME,BINDINGYOU                                                                                          | 鞍馬ヒロ（下野紘） | 「BINDINGME,BINDINGYOU」                                                                          | ゲーム『スカーレッドライダーゼクス』関連曲                                                              |
| 7月20日  | マジLOVE1000%                                                                                                 | ST☆RISH | 「マジLOVE1000%」                                                                                 | テレビアニメ『うたの☆プリンスさまっ♪ マジLOVE1000%』エンディングテーマ                                  |
| 7月20日  | マジLOVE1000%                                                                                                 | ST☆RISH | 「未来地図」                                                                                      | テレビアニメ『うたの☆プリンスさまっ♪ マジLOVE1000%』挿入歌                                              |
| 7月27日  | 神のみぞ知るセカイII Original Soundtrack                                                                      | 桂木桂馬（下野紘）&杉本四葉（丹下桜） | 「HAPPYEND（TV-EDIT）」                                                                           | テレビアニメ『神のみぞ知るセカイII』挿入歌                                                              |
| 8月10日  | 聖闘士星矢 THE LOST CANVAS 冥王神話 キャラクターソング アルバム                                               | アローン（下野紘） | 「Nothing」                                                                                       | OVA『聖闘士星矢 THE LOST CANVAS 冥王神話』関連曲                                                        |
| 8月17日  | うたの☆プリンスさまっ マジLOVE1000% アイドルソング 来栖翔                                                     | 来栖翔（下野紘） | 「男気全開Go! Fight!!」 「Changing our Song!」                                                    | テレビアニメ『うたの☆プリンスさまっ♪ マジLOVE1000%』挿入歌 ゲーム『うたの☆プリンスさまっ♪ Debut』挿入歌 |
| 8月24日  | 明久ハーレムCD                                                                                                | 吉井明久（下野紘）、坂本雄二（鈴木達央） | 「今日も今日とてBun-bun-bun」                                                                     | テレビアニメ『バカとテストと召喚獣にっ！』関連曲                                                        |
| 8月24日  | 明久ハーレムCD                                                                                                | 吉井明久（下野紘）、姫路瑞希（原田ひとみ） | 「月光Love sick」                                                                                 | テレビアニメ『バカとテストと召喚獣にっ！』関連曲                                                        |
| 8月24日  | 明久ハーレムCD                                                                                                | 吉井明久（下野紘）、島田美波（水橋かおり） | 「日常は落胆の先にある」                                                                          | テレビアニメ『バカとテストと召喚獣にっ！』関連曲                                                        |
| 8月24日  | 明久ハーレムCD                                                                                                | 吉井明久（下野紘）、木下秀吉（加藤英美里） | 「学園カオスのススメ」                                                                            | テレビアニメ『バカとテストと召喚獣にっ！』関連曲                                                        |
| 8月24日  | 明久ハーレムCD                                                                                                | 吉井明久（下野紘）、島田葉月（平田真菜） | 「純情パンチ!!!」                                                                                 | テレビアニメ『バカとテストと召喚獣にっ！』関連曲                                                        |
| 9月4日   | Go Ahead!/For you                                                                                             | 恵虎史（下野紘）、桃水優津樹（高城元気） | 「Go Ahead!」                                                                                     | ラジオ『平川・下野の君のためなら頑張っちゃうよ! アニ・コンRadio VOICEきゃらびぃ』オープニングテーマ     |
| 11月9日  | うたの☆プリンスさまっ♪ Debut ユニットドラマCD 藍&那月&翔                                                      | 美風藍（蒼井翔太）、四ノ宮那月（谷山紀章）、来栖翔（下野紘） | 「Triangle Beat」                                                                                 | ゲーム『うたの☆プリンスさまっ♪ Debut』挿入歌                                                            |
| 12月16日 | SKET DANCE キャラクターソングアルバム "キャラット・ダンス♪"                                                   | 椿佐介（下野紘） | 「理想郷」                                                                                        | テレビアニメ『SKET DANCE』関連曲                                                                        |
| 12月21日 | 「神のみぞ知るセカイ」キャラクター・カバーALBUM 〜選曲:若木民喜〜                                             | 桂木桂馬（下野紘） | 「もっと!モット!ときめき」                                                                        | テレビアニメ『神のみぞ知るセカイ』関連曲                                                                |
| 2012年   | | |                                                                                                   | |
| 1月25日  | うたの☆プリンスさまっ♪ マジLOVE1000% BD・DVD第5巻特典CD                                                       | ST☆RISH | 「マジLOVE1000% 〜2012MIX〜」                                                                     | テレビアニメ『うたの☆プリンスさまっ♪ マジLOVE1000%』関連曲                                              |
| 1月25日  | うたの☆プリンスさまっ♪ マジLOVE1000% BD・DVD第5巻特典CD                                                       | 一十木音也（寺島拓篤）、聖川真斗（鈴村健一）、四ノ宮那月（谷山紀章）、一ノ瀬トキヤ（宮野真守）、神宮寺レン（諏訪部順一）、来栖翔（下野紘）、愛島セシル（鳥海浩輔）                                                                                       | 「マジLOVE1000%&アイドルソング スペシャルメドレー」                                               | テレビアニメ『うたの☆プリンスさまっ♪ マジLOVE1000%』関連曲                                              |
| 2月22日  | うたの☆プリンスさまっ♪ マジLOVE1000% BD・DVD第6巻特典CD                                                       | ST☆RISH | 「マジLOVE1000% -with piano- [TV size] 」 「未来地図 -a cappella- [TV size] 」                    | テレビアニメ『うたの☆プリンスさまっ♪ マジLOVE1000%』関連曲                                              |
| 3月7日   | パーリー!ハレルヤ!                                                                                            | SKET ROCK | 「パーリー！ハレルヤ！」                                                                          | テレビアニメ『SKET DANCE』エンディングテーマ                                                            |
| 3月14日  | 神のみキャラCD.神 桂木桂馬                                                                                    | 桂木桂馬（下野紘） | 「HAPPYEND」 「もっと！モット！ときめき」 「集積回路の夢旅人 feat. 桂木桂馬(another vocal ver.)」 | テレビアニメ『神のみぞ知るセカイ』関連曲                                                                |
| 3月21日  | ヴォーカル集 遙かなる時空の中で5 〜淡雪の心唄（そうる）〜                                                     | 桐生祟（下野紘） | 「廃墟に咲く夢」                                                                                  | ゲーム『遙かなる時空の中で5 風花記』関連曲                                                              |
| 3月28日  | 純愛★ファンタスチック                                                                                         | ヒロ（下野紘） × デュセンバーグ（高橋直純） | 「純愛★ファンタスチック」                                                                         | ゲーム『スカーレッドライダーゼクス』関連曲                                                              |
| 5月2日   | かんなぎ なぎおと+なぎうた 完全盤                                                                             | 御厨仁（下野紘） | 「アモーレ青春」                                                                                  | テレビアニメ『かんなぎ』関連曲                                                                          |
| 5月30日  | スカーレッドライダーゼクスI+FD ポータブル テーマソングCD                                                      | ヨウスケ（鈴木達央）、タクト（宮野真守）、ユゥジ（近藤隆）、ヒロ（下野紘）、カズキ（高橋広樹）、ヒジリ（KENN） | 「Dan-Gun-XechS（メインスタンス）」                                                               | ゲーム『スカーレッドライダーゼクスI+FD ポータブル』テーマソング                                         |
| 7月25日  | Shining All Star CD                                                                                           | 一十木音也（寺島拓篤）、聖川真斗（鈴村健一）、四ノ宮那月（谷山紀章）、一ノ瀬トキヤ（宮野真守）、神宮寺レン（諏訪部順一）、来栖翔（下野紘）、愛島セシル（鳥海浩輔）                                                                                       | 「RAINBOW☆DREAM」                                                                                 | ゲーム『うたの☆プリンスさまっ♪』関連曲                                                                  |
| 8月29日  | 世界は屋上で見渡せた                                                                                          | 開盟学園生徒会執行部 | 「世界は屋上で見渡せた 〜合唱 ver.〜」                                                            | テレビアニメ『SKET DANCE』エンディングテーマ                                                            |
| 10月24日 | 偉人アイドルプロジェクト 歴sing♪ 第2巻                                                                        | 岡田以蔵（下野紘） | 「虹色スマイル」                                                                                  | ドラマCD『偉人アイドルプロジェクト 歴sing♪』関連曲                                                      |
| 11月11日 | 停電少女と羽蟲のオーケストラ 花陽炎                                                                           | 橘（下野紘） | 「花陽炎」                                                                                        | ドラマCD『停電少女と羽蟲のオーケストラ 絶華ノ章』主題歌                                                 |
| 11月21日 | シノバズセブン 03.未喜                                                                                        | 如月未喜（下野紘） | 「約束の光」                                                                                      | ゲーム『シノバズセブン』挿入歌                                                                          |
| 11月21日 | コープスパーティー Whisper of the Nightmare ♂The Scorpion♂                                                    | 持田哲志（下野紘）、御国司（岡本信彦） | 「Yesterday to Tomorrow」                                                                         | ゲーム『コープスパーティー』関連曲                                                                      |
| 11月28日 | retrospective world                                                                                           | ギア（岡本信彦）、テジロフ（下野紘） | 「retrospective world」                                                                           | テレビアニメ『蒼い世界の中心で』オープニングテーマ                                                      |
| 11月28日 | retrospective world                                                                                           | テジロフ（下野紘） | 「retrospective world（テジロフ Solo バージョン）」                                               | テレビアニメ『蒼い世界の中心で』関連曲                                                                  |
| 12月12日 | うたの☆プリンスさまっ♪ シャッフルユニットCD 藍&真斗&翔                                                        | 美風藍（蒼井翔太）、聖川真斗（鈴村健一）、来栖翔（下野紘） | 「Beautiful Love」                                                                                | ゲーム『うたの☆プリンスさまっ♪』関連曲                                                                  |
| 12月21日 | 乙女執事が歌ってみた1 雪村聖                                                                                  | 雪村聖（下野紘） | 「Around the world」                                                                              | ドラマCD『腐女子執事×乙女執事』関連曲                                                                   |
| 2013年   | | |                                                                                                   | |
| 3月20日  | TVアニメ「琴浦さん」エンディングテーマ集 希望の花とつるぺたとESP研のテーマ                                    | ESP研究会 | 「ESP研のテーマ」                                                                                 | テレビアニメ『琴浦さん』エンディングテーマ                                                              |
| 4月3日   | TVアニメ「GJ部」キャラクター・ソング&サウンドトラック集 後編 グッジョぶの音楽 "J"                             | 四ノ宮京夜（下野紘）、天使恵（宮本侑芽） | 「おさんぽHOLY DAY」                                                                              | テレビアニメ『GJ部』関連曲                                                                              |
| 4月24日  | マジLOVE2000%                                                                                                 | ST☆RISH | 「マジLOVE2000%」                                                                                 | テレビアニメ『うたの☆プリンスさまっ♪ マジLOVE2000%』エンディングテーマ                                  |
| 4月24日  | マジLOVE2000%                                                                                                 | ST☆RISH | 「夢追人へのSymphony」                                                                            | テレビアニメ『うたの☆プリンスさまっ♪ マジLOVE2000%』挿入歌                                              |
| 5月1日   | うたの☆プリンスさまっ♪ マジLOVE2000% アイドルソング 来栖翔                                                    | 来栖翔（下野紘） | 「TRUE WING」 「CHALLENGE!」                                                                      | テレビアニメ『うたの☆プリンスさまっ♪ マジLOVE2000%』挿入歌                                              |
| 5月29日  | カーニヴァル キャラクターソング Vol.1 无                                                                      | 无（下野紘） | 「キレイ」                                                                                        | テレビアニメ『カーニヴァル』関連曲                                                                      |
| 5月17日  | 停電少女と羽蟲のオーケストラ 歌曲絵巻 花ヤ夏成リ詩、紡詩。                                                    | 柩（寺島拓篤）、橘（下野紘） | 「一輪花」                                                                                        | ドラマCD『停電少女と羽蟲のオーケストラ 絶華ノ章』主題歌                                                 |
| 5月17日  | 停電少女と羽蟲のオーケストラ 歌曲絵巻 花ヤ夏成リ詩、紡詩。                                                    | 橘（下野紘） | 「花陽炎」                                                                                        | ラジオ『停電ラジヲ』オープニングテーマ                                                                  |
| 5月22日  | シノバズセブン ボーカルソング集                                                                               | 如月未喜（下野紘） | 「約束の光」                                                                                      | ゲーム『シノバズセブン』挿入歌                                                                          |
| 7月10日  | TVアニメ「戦勇。」の全てを詰め込んでみた。                                                                    | アルバ（下野紘） | 「QUESTERS!」                                                                                     | テレビアニメ『戦勇。』エンディングテーマ                                                                |
| 8月7日   | 停電少女と羽蟲のオーケストラ マキシシングル 「花、遺塵歌。/ 橘のひまわり体操」                                | 橘（下野紘） | 「花、遺塵歌。」 「橘のひまわり体操」                                                             | ドラマCD『停電少女と羽蟲のオーケストラ』関連曲                                                          |
| 9月11日  | 歌う魔王さま!?                                                                                                | 漆原半蔵（下野紘） | 「堕天の甘美な悦楽」                                                                              | テレビアニメ『はたらく魔王さま！』関連曲                                                                |
| 10月23日 | うたの☆プリンスさまっ♪ マジLOVE2000% オリジナルサウンドトラック Vol.4（第5巻特典CD）                          | ST☆RISH | 「マジLOVE2000% -with piano- [TV size] 」                                                         | テレビアニメ『うたの☆プリンスさまっ♪ マジLOVE2000%』関連曲                                              |
| 11月6日  | キミ専用 (ONLY) HERO!!!                                                                                       | -8 | 「キミ専用(ONLY)HERO!!!」                                                                         | ゲーム『マイナスエイト』オープニングテーマ                                                              |
| 11月6日  | キミ専用 (ONLY) HERO!!!                                                                                       | -8 | 「Beginning of Love」                                                                             | ゲーム『マイナスエイト』エンディングテーマ                                                              |
| 2014年   | | |                                                                                                   | |
| 1月29日  | うたの☆プリンスさまっ♪ 劇団シャイニング 天下無敵の忍び道                                                      | 一十木音也（寺島拓篤）、聖川真斗（鈴村健一）、来栖翔（下野紘）、愛島セシル（鳥海浩輔） | 「天下無敵の忍び道」                                                                              | ゲーム『うたの☆プリンスさまっ♪』関連曲                                                                  |
| 1月29日  | マイナスエイト キャラクターソング+ドラマ                                                                      | 風原麻耶（岡本信彦）、都並音彦（下野紘） | 「劣等PANDEMIC!!!!」                                                                              | ゲーム『マイナスエイト』関連曲                                                                          |
| 2月12日  | 「神のみぞ知るセカイ」キャラクター・カバーALBUM2 〜選曲:若木民喜〜                                            | 桂木桂馬（下野紘）、エルシィ（伊藤かな恵） | 「女の子って」                                                                                    | テレビアニメ『神のみぞ知るセカイ』関連曲                                                                |
| 5月14日  | アニメ「GJ部」キャラクター・ソング&サウンドトラック集 グッジョぶの音楽 "＠"                                   | 四ノ宮京夜（下野紘）、天使恵（宮本侑芽） | 「おさんぽ HOLY DAY （中坪淳彦 振替休日の午後ミックス）」                                         | テレビアニメ『GJ部』関連曲                                                                              |
| 9月3日   | Rainy cocoa                                                                                                   | 都倉碧（下野紘） | 「Rainy cocoa」                                                                                   | デジタルコミック『雨色ココア』主題歌                                                                    |
| 11月9日  | NORN9 ノルン+ノネット Cantare Vol.1                                                                           | 市ノ瀬千里（下野紘） | 「自由な空へ」                                                                                    | ゲーム『NORN9 ノルン+ノネット』関連曲                                                                   |
| 11月26日 | 偉人アイドルプロジェクト 歴sing♪ 〜セカンド・シーズン ぼっちり!〜                                             | 桂浜ブラザーズ | 「時空のランデヴー」                                                                              | ドラマCD『偉人アイドルプロジェクト 歴sing♪』関連曲                                                      |
| 2015年   | | |                                                                                                   | |
| 1月28日  | FINAL VICTORY                                                                                                 | 青道高校野球部 | 「FINAL VICTORY」                                                                                 | テレビアニメ『ダイヤのA』エンディングテーマ                                                             |
| 2月18日  | 神様はじめました◎ キャラクターソング04 〜血ぬられた兄弟の絆〜                                                 | 夜鳥（下野紘） | 「Dance Around→Dead」                                                                             | テレビアニメ『神様はじめました◎』関連曲                                                                 |
| 2月25日  | カレイドイヴ キャラクターイメージソングアルバム                                                               | 鷹宮大地（下野紘） | 「Will」                                                                                          | ゲーム『カレイドイヴ』関連曲                                                                            |
| 2月25日  | カレイドイヴ キャラクターイメージソングアルバム                                                               | 五十嵐馨（小野友樹）、鷹宮大地（下野紘）、月島紘一郎（平川大輔）、村瀬洋（江口拓也）、真柴拓海（鳥海浩輔） | 「COLOR PALETTE!」                                                                                | ゲーム『カレイドイヴ』挿入歌                                                                            |
| 4月8日   | マジLOVEレボリューションズ                                                                                    | ST☆RISH | 「マジLOVEレボリューションズ」                                                                    | テレビアニメ『うたの☆プリンスさまっ♪ マジLOVEレボリューションズ』エンディングテーマ                     |
| 4月8日   | マジLOVEレボリューションズ                                                                                    | ST☆RISH | 「サンキュ」                                                                                      | テレビアニメ『うたの☆プリンスさまっ♪ マジLOVEレボリューションズ』関連曲                                 |
| 4月22日  | I Doll U | Re;Rise | 「I Doll U」                                                                                      | ゲーム『I Doll U』主題歌                                                                                |
| 5月8日   | うたの☆プリンスさまっ♪ マジLOVEレボリューションズ クロスユニットアイドルソング 神宮寺レン・来栖翔・愛島セシル | 神宮寺レン（諏訪部順一）、来栖翔（下野紘）、愛島セシル（鳥海浩輔） | 「Code:T.V.U」 「すべてを歌にっ１」                                                               | テレビアニメ『うたの☆プリンスさまっ♪ マジLOVEレボリューションズ』挿入歌                                 |
| 7月24日  | キャラクターCD「SERVAMP-サーヴァンプ-」 Vol.2 御園&スノウリリイ                                               | 有栖院御園（下野紘）、スノウリリイ（堀江一眞） | 「約束 〜Not Fragile Love〜」                                                                     | ドラマCD『SERVAMP-サーヴァンプ-』関連曲                                                                 |
| 7月24日  | キャラクターCD「SERVAMP-サーヴァンプ-」 Vol.2 御園&スノウリリイ                                               | 有栖院御園（下野紘） | 「約束 〜Not Fragile Love〜 御園ソロver.」                                                        | ドラマCD『SERVAMP-サーヴァンプ-』関連曲                                                                 |
| 8月26日  | PHANTASY STAR ONLINE 2 キャラクターCD〜Song Festival〜II                                                      | アフィン（下野紘） | 「Shiny Shiny rainbow」                                                                           | ゲーム『ファンタシースターオンライン2』関連曲                                                           |
| 10月28日 | ダイヤのA キャラクターソングシリーズ Vol.11 川上憲史                                                          | 川上憲史（下野紘） | 「GET OVER」                                                                                      | テレビアニメ『ダイヤのA』関連曲                                                                         |
| 11月25日 | デュラララ!!×2 転 4 完全生産限定版特典 カバーソングコレクションCD                                             | 黒沼青葉（下野紘） | 「Romanticが止まらない」                                                                          | テレビアニメ『デュラララ!!×2 転』関連曲                                                                 |
| 12月23日 | うたの☆プリンスさまっ♪ シアターシャイニング エヴリィBuddy!                                                    | 寿嶺二（森久保祥太郎）、来栖翔（下野紘） | 「エヴリィBuddy!」                                                                                | ゲーム『うたの☆プリンスさまっ♪』関連曲                                                                  |
| 2016年   | | |                                                                                                   | |
| 3月23日  | アイ★チュウ1stフルアルバム「soleil」                                                                          | RE:BERSERK | 「Dark Night Cat」 「Lady Blood」                                                                 | 『アイ★チュウ』関連曲                                                                                   |
| 4月27日  | 『プリンス・オブ・ストライド オルタナティブ』BD・DVD第2巻キャラクターソングCD 02                              | 小日向穂積（小野賢章）×門脇歩（下野紘） | 「Who is the Winner」                                                                             | テレビアニメ『プリンス・オブ・ストライド オルタナティブ』関連曲                                         |
| 8月17日  | うたの☆プリンスさまっ♪Shining Dream CD                                                                        | DAY DREAM | 「DAY DREAM」                                                                                     | イベント『Shining Dream Festa』テーマソング                                                             |
| 8月24日  | アイ★チュウ creation 04.RE:BERSERK                                                                            | RE:BERSERK | 「We are I★CHU!」 「スウィンギング・ハロウィン」                                                  | 『アイ★チュウ』関連曲                                                                                   |
| 8月24日  | FORBIDDEN★STAR SYRUP 1st                                                                                      | SYRUP | 「SWEET LABYRINTH」 「Honey Better Half」                                                         | 『FORBIDDEN★STAR』関連曲                                                                                |
| 9月28日  | レゾナンスソングシリーズ Vol.2「ルーダスの果実」                                                              | ヒロ（下野紘）、デュセンバーグ（高橋直純） | 「ルーダスの果実〜レゾナンスver.」                                                                | テレビアニメ『スカーレッドライダーゼクス』関連曲                                                        |
| 9月28日  | レゾナンスソングシリーズ Vol.2「ルーダスの果実」                                                              | ヒロ（下野紘） | 「ルーダスの果実〜メインスタンスソロver.」                                                        | テレビアニメ『スカーレッドライダーゼクス』関連曲                                                        |
| 10月5日  | マジLOVEレジェンドスター                                                                                      | ST☆RISH | 「マジLOVEレジェンドスター」                                                                      | テレビアニメ『うたの☆プリンスさまっ♪ マジLOVEレジェンドスター』エンディングテーマ                       |
| 10月5日  | マジLOVEレジェンドスター                                                                                      | ST☆RISH | 「未来、夢、ありがとう…そして！」                                                                 | テレビアニメ『うたの☆プリンスさまっ♪ マジLOVEレジェンドスター』挿入歌                                   |
| 10月19日 | THE BEST of ETOTAMAX〜最強プロデュース！今夜はわがにゃのクライマックス〜                                      | タケル（下野紘）、にゃ〜たん（村川梨衣） | 「タケルのソルラルいただきにゃす」                                                                | テレビアニメ『えとたま』関連曲                                                                          |
| 10月12日 | SERVAMP-サーヴァンプ- キャラクターソングミニアルバム                                                          | 有栖院御園（下野紘）、有栖院御国（柿原徹也） | 「スパイラル*パンセ」                                                                             | テレビアニメ『SERVAMP-サーヴァンプ-』関連曲                                                             |
| 11月2日  | うたの☆プリンスさまっ♪ マジLOVEレジェンドスター デュエットアイドルソング 来栖翔 & 日向大和                    | 来栖翔（下野紘）、日向大和（木村良平） | 「JUSTICE IMPULSE」                                                                               | テレビアニメ『うたの☆プリンスさまっ♪ マジLOVEレジェンドスター』挿入歌                                   |
| 11月2日  | うたの☆プリンスさまっ♪ マジLOVEレジェンドスター デュエットアイドルソング 来栖翔 & 日向大和                    | 来栖翔（下野紘） | 「初恋をまた始めよう」                                                                            | テレビアニメ『うたの☆プリンスさまっ♪ マジLOVEレジェンドスター』関連曲                                   |
| 11月30日 | TVアニメ「プリンス・オブ・ストライド オルタナティブ」キャラクターソングCD vol.2                               | 門脇歩（下野紘） | 「Fighting Oh! Oh!」                                                                              | テレビアニメ『プリンス・オブ・ストライド オルタナティブ』関連曲                                         |
| 12月28日 | FORBIDDEN★STAR SYRUP 2nd                                                                                      | SYRUP | 「KIRAKIRA CIDER HOLIC」 「PASSION DROP」                                                         | 『FORBIDDEN★STAR』関連曲                                                                                |
| 2017年   | | |                                                                                                   | |
| 1月11日  | TVアニメ『うたの☆プリンスさまっ♪マジLOVEレジェンドスター』BD・DVD第1巻特典CD                                  | ST☆RISH、QUARTET NIGHT、HE★VENS | 「夢を歌へと…！」                                                                                 | テレビアニメ『うたの☆プリンスさまっ♪ マジLOVEレジェンドスター』挿入歌                                   |
| 3月22日  | We are ロデオスパイダー                                                                                       | ロデオスパイダー | 「We are ロデオスパイダー」 「君はアレ」 「SNSは気にならない」                                    | テレビアニメ『ぐらP&ろで夫II』挿入歌                                                                    |
| 3月22日  | glace | RE:BERSERK | 「裏切りの果実」                                                                                  | ゲーム『アイ★チュウ』関連曲                                                                             |
| 6月7日   | TVアニメ『うたの☆プリンスさまっ♪マジLOVEレジェンドスター』BD・DVD第6巻特典CD                                  | ST☆RISH | 「WE ARE ST☆RISH!!」                                                                              | テレビアニメ『うたの☆プリンスさまっ♪ マジLOVEレジェンドスター』挿入歌                                   |
| 6月21日  | アイ★チュウ 〜シャッフルユニットミニアルバム〜                                                                | TOYBOX | 「W・O・N・D・E・R・L・A・N・D」                                                                  | ゲーム『アイ★チュウ』関連曲                                                                             |
| 6月21日  | 弱虫ペダル NEW GENERATION キャラクターソングシリーズ Vol.5 青八木一&鏑木一差                                  | 青八木一（松岡禎丞）、鏑木一差（下野紘） | 「Lead to doing」                                                                                 | テレビアニメ『弱虫ペダル NEW GENERATION』関連曲                                                         |
| 6月21日  | 弱虫ペダル NEW GENERATION キャラクターソングシリーズ Vol.5 青八木一&鏑木一差                                  | 鏑木一差（下野紘） | 「天才的エース・スター」                                                                          | テレビアニメ『弱虫ペダル NEW GENERATION』関連曲                                                         |
| 6月21日  | 夢王国と眠れる100人の王子様 音100シリーズ 〜Vol.4 雪の国〜                                                    | フロスト（新垣樽助）、グレイシア（細谷佳正）、シュニー（下野紘） | 「白雪に微笑みを」                                                                                | ゲーム『夢王国と眠れる100人の王子様』関連曲                                                             |
| 11月15日 | QUIZUN THE WORLD VOL.3 Qバスターヘッド編                                                                      | Qバスターヘッド（下野紘） with Qバスターズ | 「D-Judgement」                                                                                   | テレビアニメ『カイトアンサ』関連曲                                                                      |
| 11月15日 | うたの☆プリンスさまっ♪ Shining Live テーマソングCD                                                            | 一十木音也（寺島拓篤）、聖川真斗（鈴村健一）、四ノ宮那月（谷山紀章）、一ノ瀬トキヤ（宮野真守）、神宮寺レン（諏訪部順一）、来栖翔（下野紘）、愛島セシル（鳥海浩輔）                                                                                       | 「Shining☆Romance」                                                                               | スマートフォンゲーム『うたの☆プリンスさまっ♪ Shining Live』主題歌                                       |
| 12月6日  | アイ★チュウ 〜I★Chu Award 2017ミニアルバム〜                                                                  | 鮮血の帝王（下野紘） | 「血潮に咲く百合」                                                                                | ゲーム『アイ★チュウ』関連曲                                                                             |
| 2018年   | | |                                                                                                   | |
| 2月7日   | うたの☆プリンスさまっ♪ Shining Masterpiece Show トロワ－剣と絆の物語－                                        | カミュ（前野智昭）、来栖翔（下野紘）、美風藍（蒼井翔太） | 「トロワ」                                                                                        | ゲーム『うたの☆プリンスさまっ♪』関連曲                                                                  |
| 2月14日  | ウルトラブラスト                                                                                              | ST☆RISH | 「ウルトラブラスト」 「ファンタジック☆プレリュード」                                              | 劇場アニメ『劇場版 うたの☆プリンスさまっ♪ マジLOVEキングダム』挿入歌                                    |
| 2月14日  | Carry the Hope                                                                                                | THE HIGH CADENCE | 「Carry the Hope」                                                                                | テレビアニメ『弱虫ペダル GLORY LINE』エンディングテーマ                                                 |
| 2月14日  | Carry the Hope                                                                                                | 鏑木一差（下野紘） | 「Carry the Hope」                                                                                | テレビアニメ『弱虫ペダル GLORY LINE』関連曲                                                             |
| 4月4日   | fleur | RE:BERSERK | 「悪魔のオペラ」                                                                                  | ゲーム『アイ★チュウ』関連曲                                                                             |
| 5月23日  | 弱虫ペダル GLORY LINE BD・DVD第1巻特典CD                                                                      | 小野田坂道（山下大輝）、今泉俊輔（鳥海浩輔）、鳴子章吉（福島潤）、手嶋純太（岸尾だいすけ）、青八木一（松岡禎丞）、鏑木一差（下野紘） | 「総北高校 校歌」                                                                                 | テレビアニメ『弱虫ペダル GLORY LINE』関連曲                                                             |
| 11月21日 | うたの☆プリンスさまっ♪Eternal Song CD「雪月花」                                                               | 一十木音也（寺島拓篤）、聖川真斗（鈴村健一）、四ノ宮那月（谷山紀章）、一ノ瀬トキヤ（宮野真守）、神宮寺レン（諏訪部順一）、来栖翔（下野紘）、愛島セシル（鳥海浩輔）、寿嶺二（森久保祥太郎）、黒崎蘭丸（鈴木達央）、美風藍（蒼井翔太）、カミュ（前野智昭） | 「雪月花」                                                                                        | ゲーム『うたの☆プリンスさまっ♪』関連曲                                                                  |
| 2019年   | | |                                                                                                   | |
| 2月13日  | 劇場版 うたの☆プリンスさまっ♪ マジLOVEキングダム スペシャルユニットドラマCD 翔・ナギ・シオン                  | 来栖翔（下野紘）、帝ナギ（代永翼）、天草シオン（山下大輝） | 「Colorfully☆Spark」                                                                              | 劇場アニメ『劇場版 うたの☆プリンスさまっ♪ マジLOVEキングダム』挿入歌                                    |
| 4月24日  | アイ★チュウ BEST ALBUM チュウ盤                                                                               | RE:BERSERK | 「La mia vita」                                                                                   | ゲーム『アイ★チュウ』関連曲                                                                             |
| 8月28日  | うたの☆プリンスさまっ♪ Shining Live テーマソングCD2                                                           | 一十木音也（寺島拓篤）、聖川真斗（鈴村健一）、四ノ宮那月（谷山紀章）、一ノ瀬トキヤ（宮野真守）、神宮寺レン（諏訪部順一）、来栖翔（下野紘）、愛島セシル（鳥海浩輔）                                                                                       | 「WONDER☆RONDO」                                                                                  | ゲーム『うたの☆プリンスさまっ♪ Shining Live』テーマソング                                               |
| 11月6日  | うたの☆プリンスさまっ♪ソロベストアルバム 来栖 翔「Sweet Kiss」                                                | 来栖翔（下野紘） | 「翔ける軌跡」 「Sweet Kiss」                                                                     | 『うたの☆プリンスさまっ♪』関連曲                                                                        |
| 11月6日  | ホワイトカラーエレジー                                                                                        | オオハシ（下野紘）feat. トカゲ（津田健次郎） | 「Get Your Wild!〜African Night〜」                                                               | テレビアニメ『アフリカのサラリーマン』関連曲                                                            |
| 12月25日 | 劇場版 うたの☆プリンスさまっ♪ マジLOVEキングダム BD・DVD特典CD                                                | ST☆RISH、QUARTET NIGHT、HE★VENS | 「マジLOVEキングダム」 「Welocme to UTA☆PRI KINGDOM!!」                                           | 劇場アニメ『劇場版 うたの☆プリンスさまっ♪ マジLOVEキングダム』挿入歌                                    |
| 2020年   | | |                                                                                                   | |
| 2月26日  | 警視庁 特務部 特殊凶悪犯対策室 第七課 -トクナナ- BD・DVD第3巻特典CD                                           | 七月清司（下野紘） | 「Just in brave」                                                                                 | テレビアニメ『警視庁 特務部 特殊凶悪犯対策室 第七課 -トクナナ-』関連曲                                  |
| 3月18日  | マジカル LOVE ポーション！                                                                                    | アイチュウリーダーズ | 「マジカル LOVE ポーション！」                                                                    | ゲーム『アイ★チュウ Étoile Stage』主題歌                                                                |
| 3月25日  | WINK | レイ＝ブラックウェル （下野紘） | 「Alice」                                                                                         | ゲーム『イケメン革命◆アリスと恋の魔法』関連曲                                                           |
| 4月15日  | うたの☆プリンスさまっ♪Another World〜WHITE&BLACK〜 テーマソングCD                                             | WHITE GRAVITY | 「WHITE GRAVITY」                                                                                 | イベント『うたの☆プリンスさまっ♪Another World〜WHITE&BLACK〜』テーマソング                              |
| 4月28日  | ファンタシースターオンライン2 エピソード・オラクル キャラクターソングCD                                       | アフィン（下野紘） | 「Rush & Dash!」                                                                                  | テレビアニメ『ファンタシースターオンライン2 エピソード・オラクル』関連曲                                |
| 8月26日  | 未来DICE!! | Noir*20 | 「未来DICE!!」                                                                                    | ゲーム『アイ★チュウ Étoile Stage』第2部主題歌                                                           |
| 9月16日  | SUPER STAR/THIS IS...!/Genesis HE★VENS                                                                        | 一十木音也（寺島拓篤）、聖川真斗（鈴村健一）、四ノ宮那月（谷山紀章）、一ノ瀬トキヤ（宮野真守）、神宮寺レン（諏訪部順一）、来栖翔（下野紘）、愛島セシル（鳥海浩輔）                                                                                       | 「SUPER STAR」                                                                                    | 『うたの☆プリンスさまっ♪』関連曲                                                                        |
| 10月28日 | 快眠!安眠!スヤリスト生活                                                                                      | 魔王タソガレ（松岡禎丞）、勇者アカツキ（下野紘） | 「ナイトウィルカム」                                                                              | テレビアニメ『魔王城でおやすみ』関連曲                                                                  |
| 12月23日 | OUVERTURE | RE:BERSERK | 「DARK PROPHECY」                                                                                 | ゲーム『アイ★チュウ Étoile Stage』関連曲                                                                |
| 12月23日 | OUVERTURE 初回限定盤                                                                                          | アイチュウリーダーズ | 「マジカル LOVE ポーション！」                                                                    | ゲーム『アイ★チュウ Étoile Stage』関連曲                                                                |
| 2021年   | | |                                                                                                   | |
| 2月24日  | 一番星 | アイチュウ | 「一番星の歌〜未来のレジェンド伝説〜」                                                            | テレビアニメ『アイ★チュウ』オープニングテーマ                                                           |
| 2月24日  | 一番星 | アイチュウリーダーズ | 「Rainbow☆Harmony」                                                                               | テレビアニメ『アイ★チュウ』オープニングテーマ                                                           |
| 2月24日  | 一番星 | アイチュウリーダーズ | 「Singing! Swinging!」                                                                            | テレビアニメ『アイ★チュウ』エンディングテーマ                                                           |
| 6月2日   | うたの☆プリンスさまっ♪10th Anniversary CD                                                                     | 一十木音也（寺島拓篤）、聖川真斗（鈴村健一）、四ノ宮那月（谷山紀章）、一ノ瀬トキヤ（宮野真守）、神宮寺レン（諏訪部順一）、来栖翔（下野紘）、愛島セシル（鳥海浩輔）                                                                                       | 「STAR WISH」                                                                                     | 『うたの☆プリンスさまっ♪』関連曲                                                                        |
| 8月25日  | うたの☆プリンスさまっ♪Shining All Star CD3                                                                    | 一十木音也（寺島拓篤）、聖川真斗（鈴村健一）、四ノ宮那月（谷山紀章）、一ノ瀬トキヤ（宮野真守）、神宮寺レン（諏訪部順一）、来栖翔（下野紘）、愛島セシル（鳥海浩輔）                                                                                       | 「Grateful friends, Graceful ways」                                                               | 『うたの☆プリンスさまっ♪』関連曲                                                                        |
| 9月22日  | L・O・V・E | イルル（嶺内ともみ）、会田タケト（下野紘） | 「朱色のプロムナード」                                                                            | テレビアニメ『小林さんちのメイドラゴンS』関連曲                                                         |
| 2022年   | | |                                                                                                   | |
| 4月6日   | 『劇場版 うたの☆プリンスさまっ♪ マジLOVEスターリッシュツアーズ』メインテーマ マジLOVEスターリッシュツアーズ   | 一十木音也（寺島拓篤）、聖川真斗（鈴村健一）、四ノ宮那月（谷山紀章）、一ノ瀬トキヤ（宮野真守）、神宮寺レン（諏訪部順一）、来栖翔（下野紘）、愛島セシル（鳥海浩輔）                                                                                       | 「マジLOVEスターリッシュツアーズ」 「ST☆RT OURS」                                                 | 劇場アニメ『劇場版 うたの☆プリンスさまっ♪ マジLOVEスターリッシュツアーズ』挿入歌                        |
| 7月18日  | 異世界混合大舞踏会                                                                                            | 星野源 / コーラス：図鑑坊（釘宮理恵）、一反木綿（下野紘）、山彦（杉田智和） | 「異世界混合大舞踏会 (feat.おばけ)」                                                              | 映画『ゴーストブック おばけずかん』主題歌                                                               |
| 7月27日  | 劇場版 うたの☆プリンスさまっ♪ マジLOVEスターリッシュツアーズ アイドルソング 来栖翔                            | 来栖翔（下野紘） | 「来来☆オーライ」 「Dizzy Glow」                                                                  | 劇場アニメ『劇場版 うたの☆プリンスさまっ♪ マジLOVEスターリッシュツアーズ』挿入歌                        |
| 8月24日  | 劇場版 うたの☆プリンスさまっ♪ マジLOVEスターリッシュツアーズ クロスユニットアイドルソング                     | 一十木音也（寺島拓篤）、聖川真斗（鈴村健一）、四ノ宮那月（谷山紀章）、一ノ瀬トキヤ（宮野真守）、神宮寺レン（諏訪部順一）、来栖翔（下野紘）、愛島セシル（鳥海浩輔）                                                                                       | 「UUUU」                                                                                          | 劇場アニメ『劇場版 うたの☆プリンスさまっ♪ マジLOVEスターリッシュツアーズ』挿入歌                        |
| 9月2日   | SET LIST 2 〜劇場版 うたの☆プリンスさまっ♪ マジLOVEスターリッシュツアーズ 挿入歌集〜                          | 一十木音也（寺島拓篤）、聖川真斗（鈴村健一）、四ノ宮那月（谷山紀章）、一ノ瀬トキヤ（宮野真守）、神宮寺レン（諏訪部順一）、来栖翔（下野紘）、愛島セシル（鳥海浩輔）                                                                                       | 「続け…！ ISHの旅へ」                                                                             | 劇場アニメ『劇場版 うたの☆プリンスさまっ♪ マジLOVEスターリッシュツアーズ』挿入歌                        |
| 2025年   | | |                                                                                                   | |
| 5月30日  | えぶりでいホスト                                                                                              | えぶホスPlayers | 「えぶりでいホスト」                                                                              | テレビアニメ『えぶりでいホスト』オープニングテーマ                                                      |

### その他参加作品
| 発売日         | 商品名                                                        | 歌                                                                                 | 楽曲                                                        | 備考                                                   |
| -------------- | ------------------------------------------------------------- | ---------------------------------------------------------------------------------- | ----------------------------------------------------------- | ------------------------------------------------------ |
| 2005年11月23日 | 君という名の光                                                | Cluster'S                                                                          | 「君という名の光」 「未来の地図」                           | テレビアニメ『クラスターエッジ』関連曲                 |
| 2006年2月22日  | クラスターエッジ キャラクターコレクション                     | 下野紘、福山潤                                                                     | 「空に行けば君がいる」                                      | テレビアニメ『クラスターエッジ』関連曲                 |
| 2006年2月22日  | 僕たちの奇蹟                                                  | Cluster'S                                                                          | 「僕たちの奇蹟」 「流星シュート」                           | テレビアニメ『クラスターエッジ』関連曲                 |
| 2009年9月25日  | Tomorrow's wind/Misty Moon                                    | しもかじ。                                                                         | 「Tomorrow's wind」 「Misty Moon」                          | ラジオ『下野紘&梶裕貴のRadio Misty』主題歌             |
| 2011年11月23日 | クリスマス?なにそれ?美味しいの?                               | ヒャダイン × 下野紘                                                                | 「あの日のボクへfeat.下野紘」                               | ラジオ『ヒャダインのわーきゃーいわれたい』テーマソング |
| 2012年9月19日  | ディズニー 声の王子様 第2章 〜Love Stories〜                  | 下野紘                                                                             | 「キス・ザ・ガール」                                        | ディズニー映画『リトル・マーメイド』挿入歌カバー       |
| 2012年9月19日  | ディズニー 声の王子様 第2章 〜Love Stories〜 Deluxe Edition   | 下野紘、岡本信彦                                                                   | 「ハクナ・マタタ」                                          | ディズニー映画『ライオン・キング』挿入歌カバー         |
| 2012年9月19日  | ディズニー 声の王子様 第2章 〜Love Stories〜 Deluxe Edition   | 下野紘                                                                             | 「ハクナ・マタタ（カラオケ with 下野紘）」                  | ディズニー映画『ライオン・キング』挿入歌カバー         |
| 2012年9月19日  | ディズニー 声の王子様 第2章 〜Love Stories〜 Standard Edition | 石田彰、神谷浩史、下野紘、関智一、櫻井孝宏、緑川光、置鮎龍太郎、岡本信彦、山寺宏一 | 「小さな世界」                                              | 『イッツ・ア・スモールワールド』テーマソングカバー     |
| 2012年11月28日 | 20112012                                                      | ヒャダイン × 下野紘                                                                | 「あの日のボクへfeat.下野紘」                               | ラジオ『ヒャダインのわーきゃーいわれたい』テーマソング |
| 2012年11月28日 | 20112012                                                      | ヒャダイン feat. あきこロイドちゃん・下野紘                                        | 「からあげクン音頭2012（ヒャダインのリリリリ☆リミックス）」 |                                                        |
| 2017年12月20日 | Shizuka Kudo Tribute                                          | 下野紘                                                                             | 「MUGO・ん…色っぽい」                                       |                                                        |

## 書籍
- Smile Days（2008年、遊タイム出版）

## 受賞
- 第6回声優アワード歌唱賞受賞（ST☆RISH名義）
- 第15回声優アワードMVS賞受賞
- 第16回声優アワードMVS賞受賞
- 2012年ベストカラアゲニスト
- 2013年ベストカラアゲニスト【声優部門】
- 2014年ベストカラアゲニスト【声優部門】
- 2015年ベストカラアゲニスト【男性声優部門】
- 2016年ベストカラアゲニスト【男性声優部門】
- 2017年ベストカラアゲニスト【男性声優部門】
- 2018年ベストカラアゲニスト【男性声優部門】
- 2019年ベストカラアゲニスト【男性声優部門】
- 2021年ベストカラアゲニスト【声優部門】
- 2022年ベストカラアゲニスト【声優部門】
- 2023年ベストカラアゲニスト【声優部門】
- 2024年ベストカラアゲニスト【声優部門】 - この受賞をもって殿堂入りとなった[540]。